# Quốc gia hetman Cossack
Quốc gia hetman Cossack (tiếng Ukraina: Гетьманщина, đã Latinh hoá: Hetmanshchyna; tiếng Ba Lan: Hetmanat, Hetmańszczyzna, hay Nhà nước Cossack), tên chính thức là Quân đoàn Zaporizhia (tiếng Ukraina: Військо Запорозьке, đã Latinh hoá: Viisko Zaporozke; tiếng Latinh: Exercitus Zaporoviensis), là một nhà nước của người Cossack nằm tại Trung Ukraina. Nhà nước này tồn tại từ năm 1648 đến năm 1764, nhưng hệ thống hành chính-tư pháp tồn tại đến năm 1782.
Trong Khởi nghĩa Khmelnytsky từ năm 1648 đến năm 1657 trên các lãnh thổ tại phần phía đông của Ba Lan–Litva, Quốc gia hetman được thành lập bởi Hetman Bohdan Khmelnytsky của Quân đoàn Zaporizhia.  Quốc gia này thiết lập quan hệ chư hầu với nước Nga Sa hoàng theo Hiệp định Pereyaslav năm 1654; sự kiện này được nhìn nhận là một điểm mốc trong thuật chép sử Liên Xô, Ukraina và Nga. Hội đồng Pereyaslav năm 1659 hạn chế hơn nữa tính độc lập của quốc gia hetman. Hiệp định Andrusovo năm 1667 lập ra biên giới giữa Ba Lan và Nga, chia quốc gia hetman thành hai nửa dọc sông Dnepr (Dnipro) và đặt Sich Zaporozhia dưới quyền cai trị chung chính thức của Nga-Ba Lan.
Sau một nỗ lực thất bại của Ivan Mazepa nhằm phá vỡ liên minh với Nga vào năm 1708, toàn bộ khu vực được đưa vào trong tỉnh Kyiv, và quyền tự trị của người Cossack bị hạn chế nghiêm trọng. Yekaterina II của Nga chính thức bãi bỏ thể chế hetman vào năm 1764, và từ năm 1764 đến năm 1781 quốc gia hetman được hợp nhất thành tỉnh Tiểu Nga đứng đầu là Pyotr Rumyantsev, và tàn dư cuối cùng của hệ thống hành chính quốc gia hetman  bị bãi bỏ vào năm 1781.

## Tên gọi
Tên chính thức của Quốc gia hetman Cossack là Quân đoàn Zaporizhia (Військо Запорозьке). Thuật ngữ chép sử Hetmanate (tiếng Ukraina: Гетьманщина, đã Latinh hoá: Hetmanshchyna, "nhà nước Hetman") được đặt ra vào cuối thế kỷ 19, bắt nguồn từ hetman, tước hiệu của tướng quân của Quân đoàn Zaporizhia. Mặc dù không đặt trung tâm tại Zaporizhia, nhưng tên của khu vực (nghĩa là "bên kia các ghềnh" trong tiếng Ukraina) bắt nguồn từ người Cossack tại Nam Ukraina có trung tâm tại Sich Zaporizhia, cũng như là một tên gọi chung của người Cossack Ukraina với vị thế một tổ chức chính trị và quân sự.
Hiến pháp Pylyp Orlyk gọi nhà nước này là Ukraina (tiếng Ukraina: Україна, tiếng Latinh: Ucraina), cũng là tên gọi được tìm thấy trong nhiều nguồn Ba Lan, Ottoman và Ả Rập. Quốc gia hetman Cossack được gọi là Quốc gia Ukraina (tiếng Thổ Nhĩ Kỳ: اوكراینا مملكتی/Ukrayna memleketi) tại Đế quốc Ottoman. Trong văn bản của Hiệp định Buchach, nhà nước được đề cập đến là Nhà nước Ukraina (tiếng Ba Lan: Państwo Ukraińskie). Bản đồ Ukraina của Johann Homann đề cập đến nhà nước là Ukraina, hoặc Xứ sở người Cossack (tiếng Latinh: Ukrania quae et Terra Cosaccorum). Trong thư tín ngoại giao Nga, khu vực được gọi là Tiểu Nga (tiếng Nga: Малороссия, đã Latinh hoá: Malorossiya).
Người sáng lập quốc gia hetman là Bohdan Khmelnytsky tuyên bố bản thân là người cai trị nhà nước Ruthenia trước đại biểu Ba Lan Adam Kysil vào tháng 2 năm 1649. Giám mục đô thành Sylvestr Kosiv công nhận ông là "thủ lĩnh và tư lệnh của xứ sở chúng ta". Trong thư gửi Constantin Șerban (1657), và ông gọi mình là Clementiae divinae Generalis Dux Exercituum Zaporoviensium. Đại thân vương quốc Ruthenia là một tên gọi được đề xuất cho Quốc gia hetman Cossack với vị thế là bộ phận của Thịnh vượng chung Ba Lan-Litva-Ruthenia.

## Lịch sử

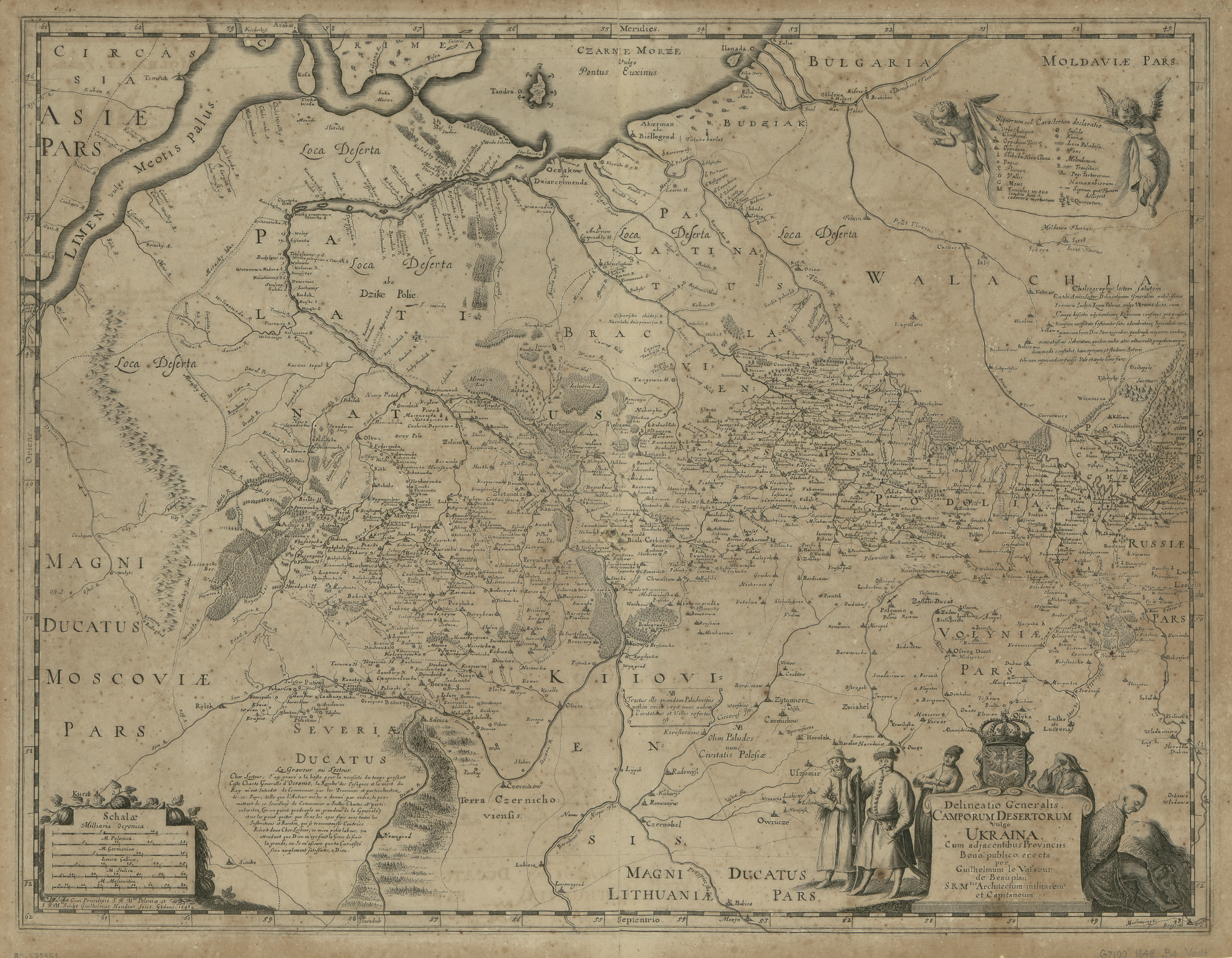
Delineatio Generalis Camporum Desertorum vulgo Ukraina (Bản đồ tổng thể của đồng bằng hoang vu, thường gọi là Ukraina), 1648. Phía bắc ở bên dưới bản đồ

### Thành lập
Sau nhiều chiến dịch quân sự thành công chống lại Ba Lan, Hetman Bohdan Khmelnytsky đã tiến quân thắng lợi vào Kyiv trong dịp Giáng sinh năm 1648, tại đây ông được ca ngợi là người giải phóng nhân dân khỏi sự kìm kẹp của Ba Lan. Vào tháng 2 năm 1649, trong các cuộc đàm phán ở Pereiaslav với một phái đoàn Ba Lan, Khmelnytsky nói rõ với người Ba Lan rằng ông muốn trở thành hetman của một Ruthenia trải dài đến Chelm và Halych, và dựng nước với giúp đỡ từ người Tatar. Ông cảnh báo họ rằng mình dự định tiếp tục chiến dịch quân sự.

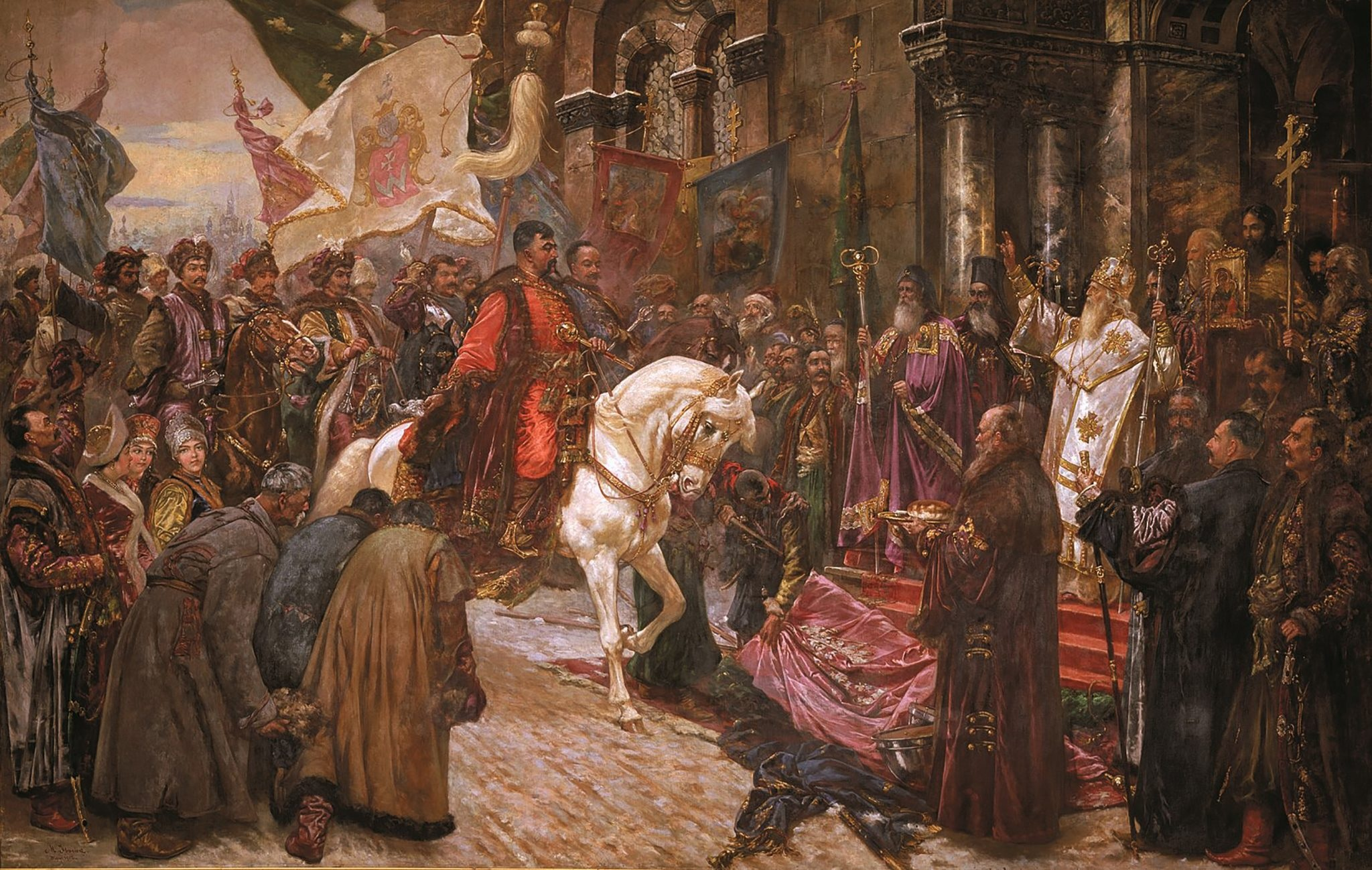
Hetman Bohdan Khmelnytsky tiến vào Kyiv năm 1648

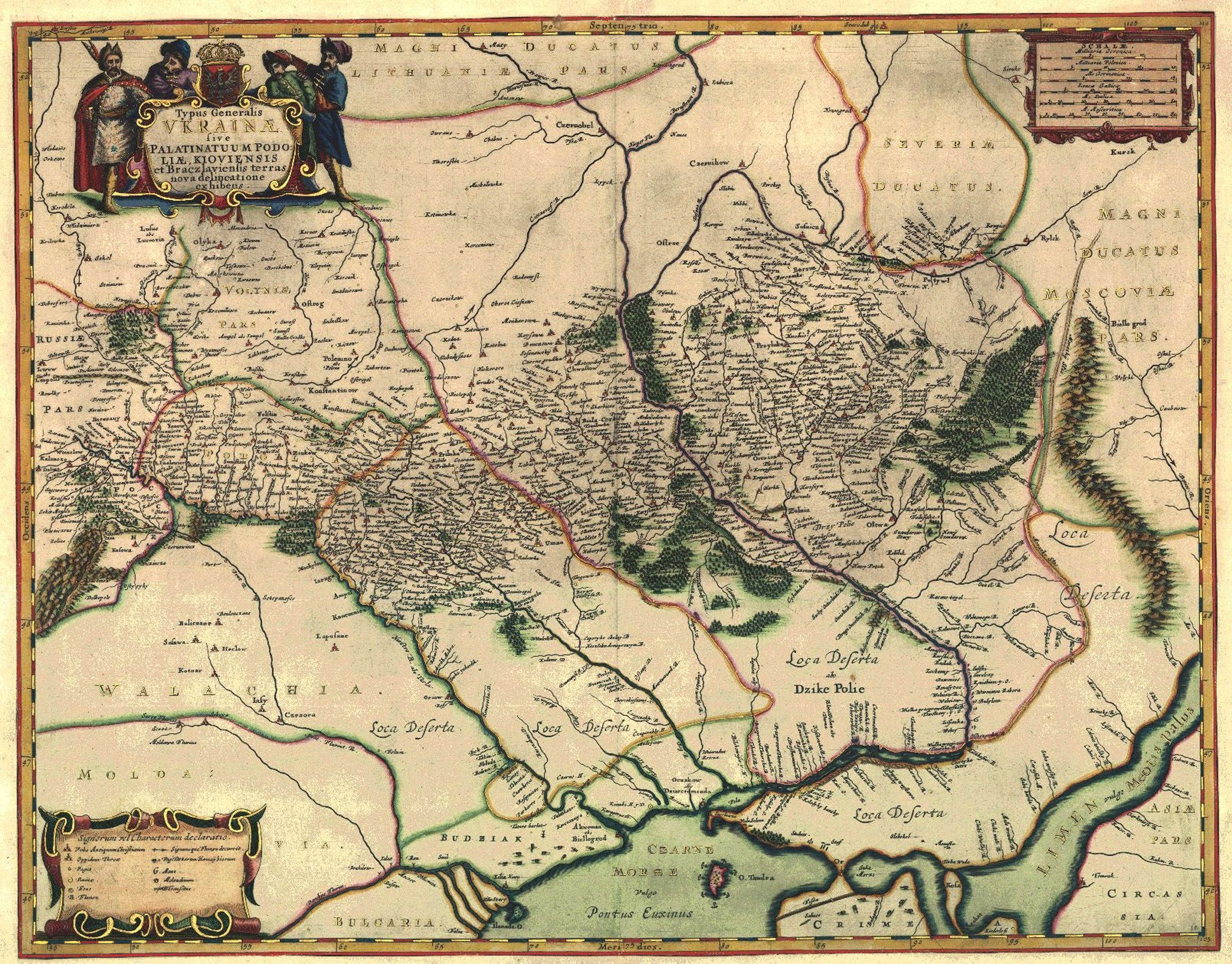
Bản đồ tổng thể biên giới các vùng đất mới của Ukraina năm 1649, hay các palatinate Podolia, Kiov, Braclav

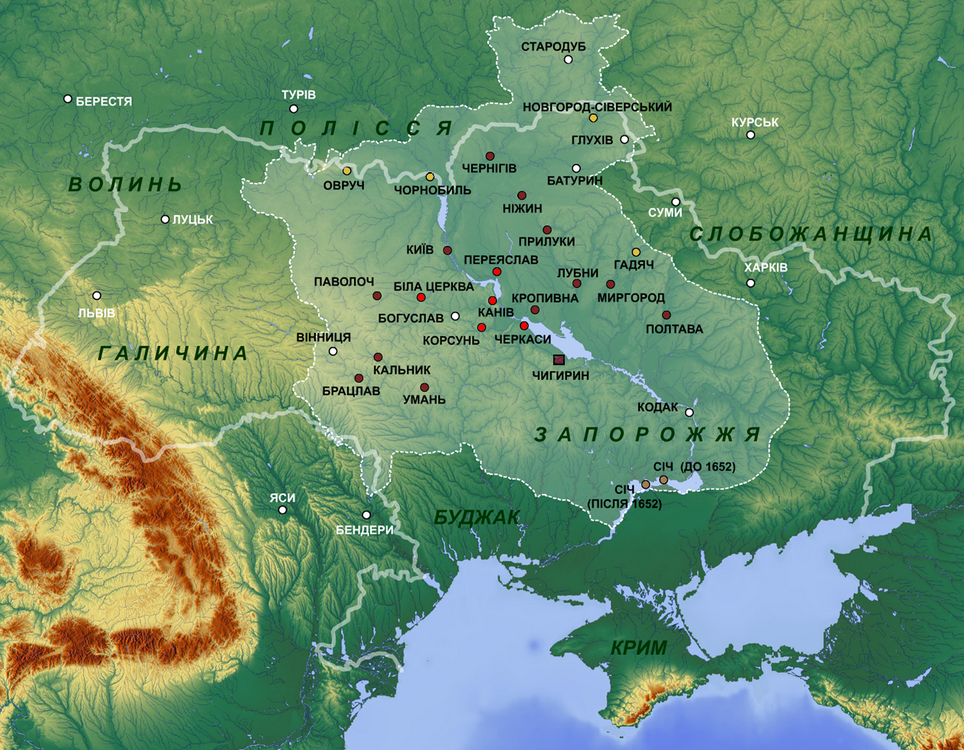
Quân đoàn Cossack Zaporizhia năm 1654 (chồng lên Ukraina hiện nay)

Quốc vương Ba Lan Jan II Kazimierz tập hợp một đội quân tình nguyện toàn szlachta (quý tộc), và cử quân chính quy chống lại quân Cossack ở miền nam Volyn. Tuy nhiên, sau khi có được thông tin tình báo về việc quân Cossack vượt trội, quân Ba Lan rút lui về Zbarazh để bố trí phòng thủ. Khmelnytsky bao vây thành phố, phá hủy nó bằng một loạt các cuộc tấn công và bắn phá. Quốc vương Ba Lan vội vã đến giúp tướng quân Jeremi Wiśniowiecki, nhưng bị phục kích. Khmelnytsky để lại một phần quân đội cho Ivan Cherniata gần Zbarazh, di chuyển cùng với İslâm III Giray để đánh chặn quân tiếp viện của Ba Lan và chặn đường của họ tại một con sông gần Zboriv. Bị bất ngờ ở một mức độ nào đó, Jan II Kazimierz bắt đầu đàm phán với hãn của người Tatar. Với sự ủng hộ của vị hãn này, ông ta buộc Khmelnytsky bắt đầu các cuộc đàm phán hòa bình. Khmelnytsky ký Hiệp định Zboriv vào tháng 8 năm 1649, với kết quả ít hơn một chút so với những gì thủ lĩnh Cossack dự đoán sẽ đạt được từ chiến dịch của mình.
Khmelnytsky là người cai trị Quốc gia hetman, tham gia kiến quốc trên nhiều lĩnh vực: quân sự, hành chính, tài chính, kinh tế và văn hóa. Ông đầu tư Quân đoàn Zaporozhia dưới quyền lãnh đạo của hetman, có quyền lực tối cao ở nhà nước Ruthenia mới, và ông thống nhất tất cả các lĩnh vực của xã hội Ukraina dưới quyền của mình. Điều này liên quan đến việc xây dựng một hệ thống chính phủ và một chính quyền quân sự và dân sự phát triển từ các sĩ quan Cossack và quý tộc Ruthenia, cũng như thành lập một tầng lớp tinh hoa trong Quốc gia hetman Cossack.
Quốc gia hetman sử dụng tiền Ba Lan và tiếng Ba Lan làm ngôn ngữ hành chính và ngôn ngữ mệnh lệnh. Tuy nhiên, sau Hiệp đình đình chiến Andrusovo năm 1667, "ngôn ngữ đơn giản" (tiếng Ukraina: проста мова), hay ngôn ngữ bản địa thường nói của Ukraina, bắt đầu được viết và sử dụng rộng rãi trong các tài liệu chính thức của Quốc gia hetman Cossack.

### Xứ bảo hộ Nga
Sau khi người Tatar Krym phản bội người Cossack lần thứ ba vào năm 1653, Khmelnytsky nhận ra rằng không thể dựa vào sự hỗ trợ của Ottoman để chống lại Ba Lan nữa, và buộc phải nhờ đến sự giúp đỡ của nước Nga Sa hoàng. Những nỗ lực đàm phán cuối cùng diễn ra vào tháng 1 năm 1654 tại thị trấn  Pereyaslav giữa Khmelnytsky cùng các thủ lĩnh Cossack và đại sứ của Sa hoàng là Vasiliy Buturlin. Hiệp định được ký kết vào tháng 4 tại Moskva, đại biểu bên phía người Cossack là Samiilo Bohdanovych-Zarudny và Pavlo Teteria, và đại biểu của Nga là Aleksey Trubetskoy, Vasilii Buturlin, và các boyar khác. Theo kết quả của hiệp ước, Quân đoàn Zaporozhia trở thành một quốc gia hetman tự trị trong nhà nước Nga. Hiệp ước cũng dẫn đến Chiến tranh Nga-Ba Lan 1654–1667.

### Thời kỳ suy sụp
Một thời kỳ của lịch sử quốc gia hetman được gọi là "Sự suy sụp", kéo dài từ năm 1657 đến năm 1687, được đánh dấu bằng các cuộc nội chiến liên miên trên khắp quốc gia. Sau khi Bohdan Khmelnytsky qua đời năm 1657, người con trai 16 tuổi của ông là Yurii Khmelnytsky được bầu làm người kế vị. Người con này của Bohdan không chỉ còn quá trẻ và thiếu kinh nghiệm, mà rõ ràng còn thiếu uy tín và phẩm chất lãnh đạo của cha mình.
Do đó, hội đồng Starshyna bầu tổng quản ghi chép (pysar) là Ivan Vyhovsky đồng thời là cố vấn của Bohdan Khmelnytsky làm hetman vào năm 1657. Cuộc bầu cử này gây ra những bất bình rộng rãi trong các trung đoàn khác và Quân đoàn Zaporizhia, họ cử phái viên đến Moskva để chuyển những lời phàn nàn. Do đó, các cuộc bầu cử mới được tổ chức vào cùng năm đó, theo đó Vyhovsky được bầu lại tại Đại hội đồng quân sự. Cuộc bầu cử này cũng được chính quyền Nga xác nhận, họ được thông báo dựa theo hiệp định Pereyaslav. Moskva tiếp tục chấp nhận những phái viên từ các vùng của Quốc gia hetman Cossack, hoàn toàn coi thường quyền lực của hetman, và tung tin đồn rằng trên thực tế Nga không ủng hộ việc Vyhovsky ứng cử.
Vyhovsky nhận thấy tình hình vượt khỏi tầm kiểm soát của mình, ông tiếp tục dập tắt cuộc nổi dậy dưới quyền lãnh đạo của kosh otaman Yakiv Barabash của Zaporozhia và Thượng tá Poltava Martyn Pushkar. Đến mùa xuân năm 1658, Vyhovsky vượt sông Dnepr (Dnipro) và đối đầu với những kẻ nổi dậy gần Poltava với sự giúp đỡ của người Tatar. Trong trận chiến, Pushkar bị giết và được thay thế bằng một thượng tá mới, trong khi các thủ lĩnh cuộc nổi dậy bị đàn áp nghiêm khắc.
Sau đó, Vyhovsky và Tướng quân Starshyna nhận định mối quan hệ với Nga đã bị phá vỡ. Giám mục đô thành Dionisi Balaban mới được bầu bị chuyển đến Chyhyryn, cách xa Kyiv. Một tuyên bố vô hiệu hóa liên minh với Nga được gửi đi khắp châu Âu, chủ yếu là do nước này đang có mối quan hệ thân thiện với Ba Lan và ủng hộ phe đối lập nội bộ trong quốc gia hetman. Các cuộc đàm phán với Thụy Điển bị đóng băng, trong khi ông nhận được hỗ trợ quân sự từ Hãn quốc Krym, vì vậy Vyhovsky quyết định đàm phán lại với Ba Lan, tiếp tục đàm phán trong một thời gian khá dài.

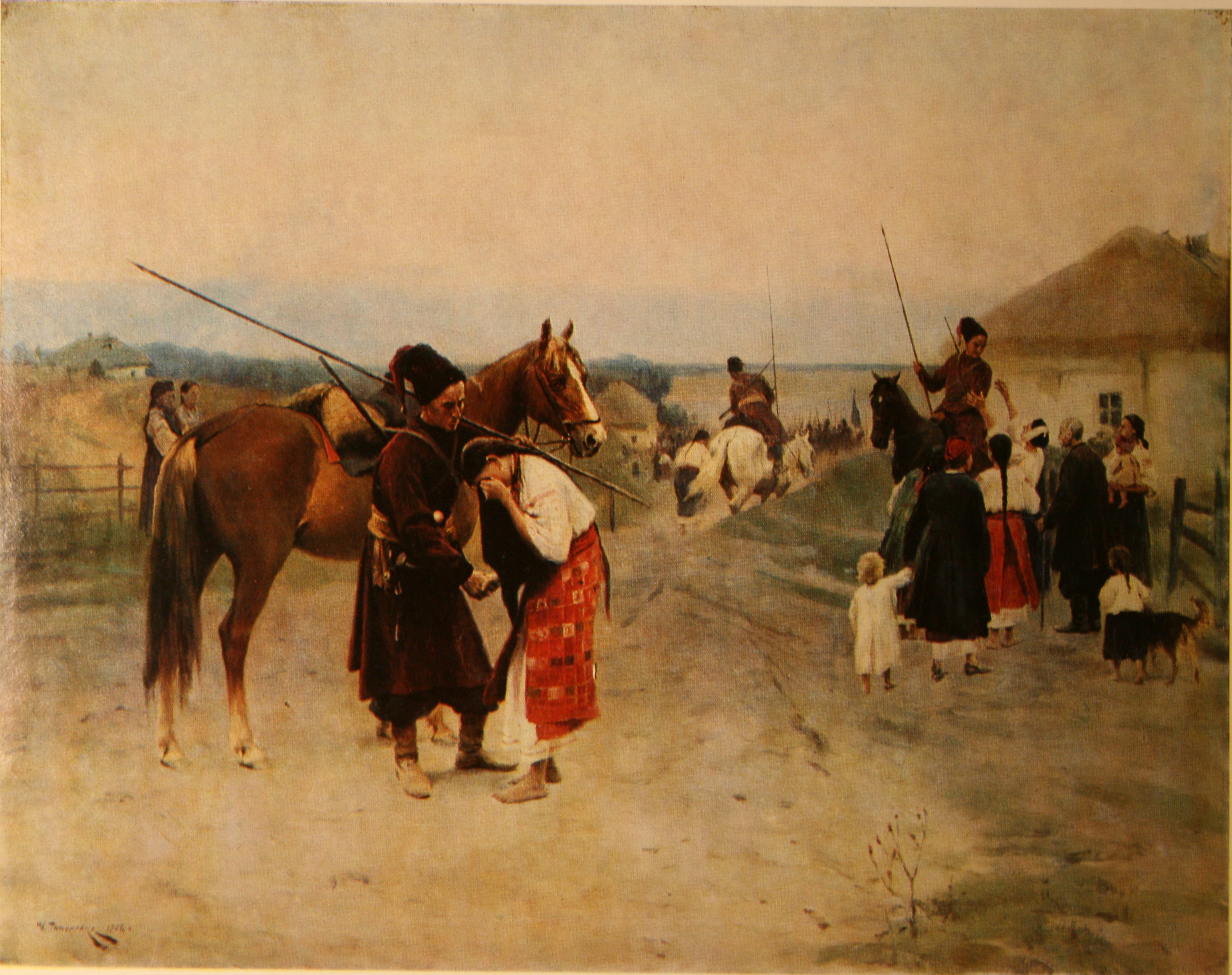
Đến chiến tranh!, của (Mykola Pymonenko, 1902)

Vào ngày 16 tháng 9 năm 1658 tại Hadyach, một văn bản chính thức được ký kết giữa các đại biểu của Quốc gia hetman Cossack và Ba Lan. Theo các điều kiện của hiệp ước, Ukraina sẽ trở thành thành phần thứ ba và tự trị của Thịnh vượng chung Ba Lan-Litva, dưới quyền tối thượng của Quốc vương Ba Lan nhưng có quân đội, tòa án và ngân khố riêng. Hiệp ước được Quốc hội phê chuẩn vào tháng 5 năm 1659, nhưng không bao giờ được thực hiện vì nó không nhận được ủng hộ trong các tầng lớp thấp của xã hội Ruthenia, xảy ra nhiều cuộc nổi loạn hơn. Cuối cùng Vyhovsky từ bỏ chức vụ hetman và trốn sang Ba Lan. Yurii Khmelnytsky được tái nhậm chức và ký kết Các điều khoản Pereyaslav, theo đó càng gây bất lợi cho quốc gia hetman và sau này dẫn đến áp đặt các quyền của chế độ nông nô.
Năm 1667, chiến tranh Nga-Ba Lan kết thúc bằng Hiệp định đình chiến Andrusovo, theo đó chia cắt Quốc gia hetman Cossack dọc theo sông Dnepr: Ukraina tả ngạn được hưởng một mức độ tự trị trong nước Nga Sa hoàng, trong khi Ukraina hữu ngạn vẫn là một phần của Thịnh vượng chung Ba Lan–Litva, và bị Đế quốc Ottoman chiếm đóng tạm thời trong giai đoạn 1672-1699 (theo Hiệp định Buchach và Hiệp ước Karlowitz). Trong một thời gian ngắn, Petro Doroshenko trở thành hetman của cả hai bờ. Sau sự phản bội của Demian Mnohohrishny và một cuộc tấn công mới của Ba Lan, Dorosenko ký kết một liên minh với Ottoman, đế quốc này trao Ukraina cho ông, trong khi vị hetman đồng ý hỗ trợ hành động quân sự của Ottoman. "Đến năm 1669, Porte đã cấp thư công nhận (berat, nişan) trao cho Doroshenko toàn bộ Ukraina Cossack với vị thế một sancak hoặc tỉnh của Ottoman". Sau khi Ottoman thất bại trong Trận Wien năm 1683, Ba Lan giành lại được Ukraina hữu ngạn vào năm 1690, ngoại trừ thành phố Kyiv, và tái sáp nhập lãnh thổ thành các tỉnh thuộc Thịnh vượng chung Ba Lan-Litva, trong khi toàn bộ chính quyền quốc gia hetman bị bãi bỏ từ năm 1699 đến 1704.

### Thời kỳ Mazepa

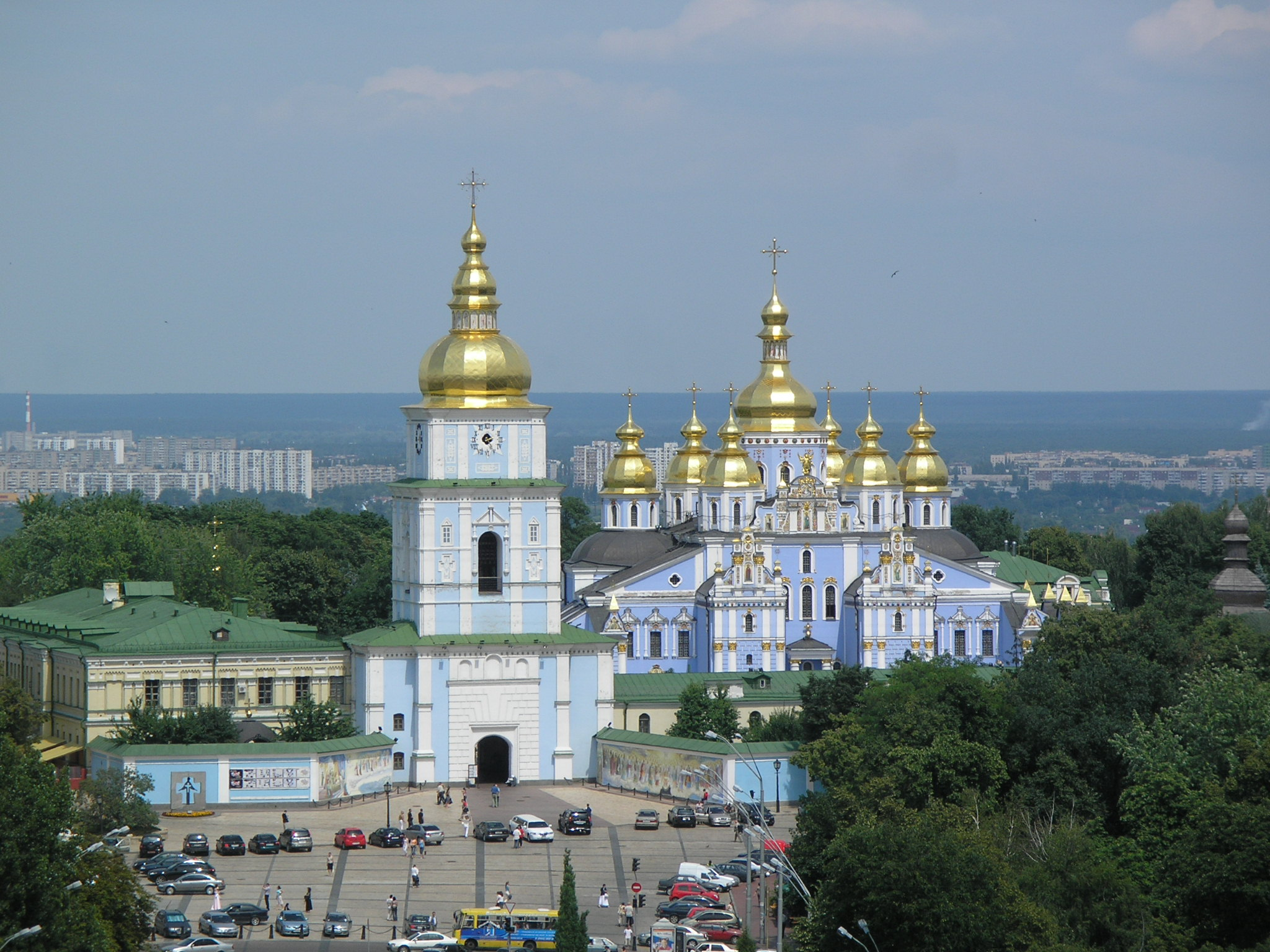
The Nhà thờ Mái vòm vàng Thánh Mikhail tại Kyiv, xây dựng nhờ tài trợ từ Hetman Ivan Mazepa

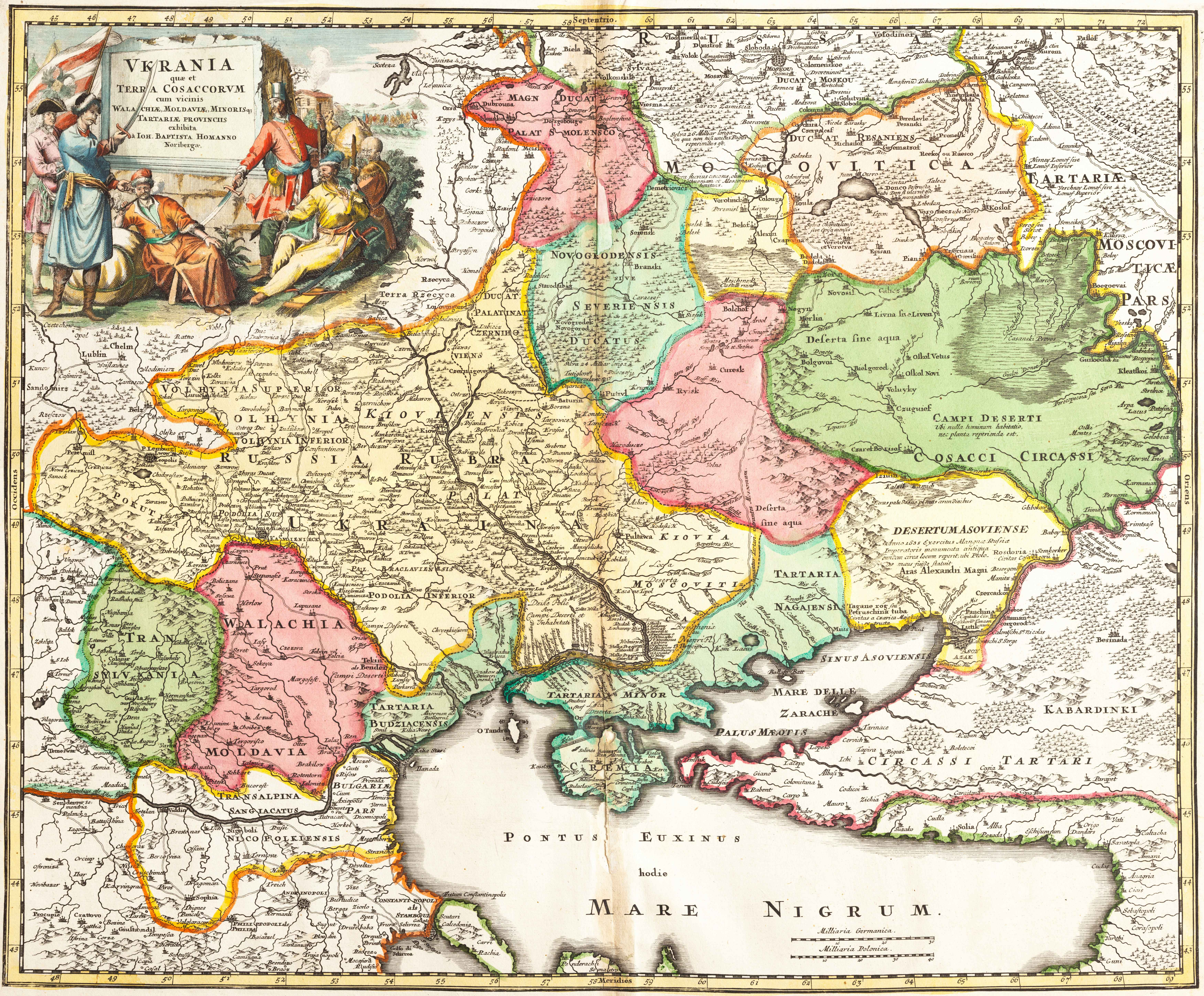
Một bản đồ năm 1720 của Johann Baptist Homann: Ukraina, hay xứ sở Cossack

Thời kỳ suy sụp kết thúc một cách thực tế khi Ivan Mazepa được bầu làm hetman, giữ chức từ năm 1687 đến năm 1708. Ông mang lại sự ổn định cho quốc gia hetman, và quốc gia một lần nữa được thống nhất dưới một hetman duy nhất. Quốc gia hetman phát triển mạnh mẽ dưới quyền cai trị của ông, đặc biệt là về văn học và kiến trúc. Phong cách kiến trúc phát triển dưới triều đại của ông được gọi là phong cách  Baroque Cossack.
Trong triều đại của ông, Đại chiến phương Bắc nổ ra giữa Nga và Thụy Điển. Liên minh của Mazepa với Pyotr I gây ra tổn thất nặng nề cho người Cossack và sự can thiệp của Nga vào công việc nội bộ của quốc gia hetman. Khi sa hoàng từ chối bảo vệ Ukraina chống lại Quốc vương Ba Lan Stanisław Leszczyński, một đồng minh của Karl XII của Thụy Điển, Mazepa và một số người Cossack Zaporozhia đã liên minh với Thụy Điển vào ngày 28 tháng 10 năm 1708. Trận Poltava quyết định (năm 1709) do người Nga giành chiến thắng, chấm dứt mục tiêu giành độc lập của Mazepa theo hứa hẹn trong một hiệp ước trước đó với Thụy Điển.
Sau trận Poltava, quyền tự trị của quốc gia hetman trở thành danh nghĩa và tỉnh Kyiv được thành lập. Đế quốc Nga cũng bắt đầu thanh trừng tất cả các đồng minh bị nghi ngờ của Mazepa, đỉnh điểm là vụ hành quyết người Cossack tại Lebedin. Sự kiện này dẫn đến cái chết của hơn 900 quan chức Cossack, họ bị buộc tội phản quốc.

### Kết thúc Quân đoàn Zaporozhia
Dưới thời trị vì của Yekaterina II của Nga, quyền tự trị của Quốc gia hetman Cossack dần dần bị phá hủy. Sau nhiều nỗ lực trước đó, chức vụ hetman cuối cùng đã bị chính phủ Nga bãi bỏ vào năm 1764, và các chức năng của ông ta do Viện Tiểu Nga đảm nhận, do đó hợp nhất hoàn toàn quốc gia hetman vào Đế quốc Nga.
Vào ngày 7 tháng 5 năm 1775, Nữ hoàng Yekaterina II ra lệnh trực tiếp về việc tiêu diệt Sich Zaporozhia. Vào ngày 5 tháng 6 năm 1775, pháo binh và bộ binh Nga đã bao vây Sich và san bằng nó. Quân đội Nga đã tước vũ khí của quân Cossack và kho bạc bị tịch thu. Koshovyi Otaman, Petro Kalnyshevsky bị bắt và tống giam lưu vong tại Tu viện Solovetsky. Điều này đánh dấu mốc kết thúc của người Cossack Zaporozhia.

## Văn hóa
Quốc gia hetman trùng hợp với thời kỳ nở rộ văn hóa tại Ukraina, đặc biệt là dưới triều đại của hetman Ivan Mazepa.

### Giáo dục
Du khách nước ngoài nhận xét về trình độ dân trí cao trong quốc gia hetman, kể cả đối với dân thường. Số lượng trường tiểu học theo dân số tại quốc gia hetman cao hơn các nước láng giềng Nga hoặc Ba Lan. Vào những năm 1740, trong số 1.099 khu định cư trong bảy khu trung đoàn, có đến 866 khu có trường tiểu học. Một vị khách người Đức đến quốc gia hetman, viết vào năm 1720, nhận xét về việc con trai của Hetman Danylo Apostol dù chưa bao giờ rời Ukraina nhưng thông thạo tiếng Latinh, tiếng Ý, tiếng Pháp, tiếng Đức, tiếng Ba Lan và tiếng Nga. Dưới thời Mazepa, collegium Kyiv đã được chuyển đổi thành một học viện và thu hút một số học giả hàng đầu của thế giới Chính thống giáo. Đó là cơ sở giáo dục lớn nhất trên những vùng đất do Nga cai trị. Mazepa thành lập một collegium khác tại Chernihiv. Những trường này chủ yếu sử dụng tiếng Ba Lan và tiếng Latinh, đồng thời cung cấp nền giáo dục phương Tây cổ điển cho học sinh. Nhiều người trong số những người được đào tạo ở Kyiv – chẳng hạn như Feofan Prokopovich – sau này sẽ chuyển đến Moskva, do đó sự bảo trợ của Ivan Mazepa không chỉ nâng cao trình độ văn hóa ở Ukraina mà còn ở chính Moskva. Một học viện âm nhạc được thành lập vào năm 1737 tại thủ đô lúc bấy giờ của quốc gia hetman là Hlukhiv. Trong số những sinh viên tốt nghiệp của trường có Maksym Berezovsky (nhà soạn nhạc đầu tiên của Đế quốc Nga được công nhận ở châu Âu) và Dmitry Bortniansky.
Ngoài các xưởng in truyền thống ở Kyiv, các xưởng in mới được thành lập tại Novhorod-Siverskyi và Chernihiv. Hầu hết các cuốn sách được xuất bản đều mang tính chất tôn giáo, chẳng hạn như Peternik, một cuốn sách về cuộc sống của các tu sĩ trong tu viện Kyiv-Pechersk. Sách về lịch sử địa phương được biên soạn. Trong một cuốn sách do Inokentiy Gizel viết năm 1674, lần đầu tiên giả thuyết cho rằng Moskva là nơi kế thừa của Kyiv cổ đại đã được phát triển và chi tiết hóa.

### Tôn giáo

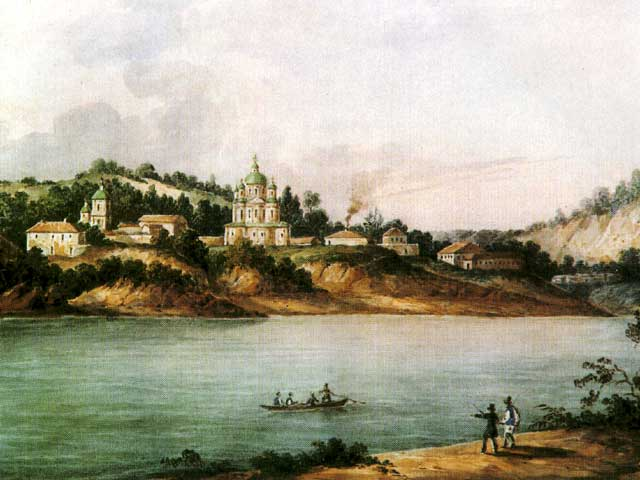
Tu viện Mezhyhirya nằm tại hữu ngạn sông Dnepr, Fyodor Solntsev, 1843

Năm 1620, Thượng phụ Đại kết Constantinople đã tái lập tòa đô thành Kyiv cho các cộng đồng Chính thống giáo Đông phương từ chối gia nhập Liên hiệp Brest. Năm 1686, Giáo hội Chính thống giáo tại Ukraina thay đổi từ dưới quyền của Thượng phụ tại Constantinople sang dưới quyền của Thượng phụ tại Moskva. Tuy nhiên, trước và sau ngày này, các nhà lãnh đạo Giáo hội địa phương đã theo đuổi chính sách độc lập.
Hetman Ivan Mazepa thiết lập mối quan hệ rất thân thiết với Giám mục đô thành Varlaam Iasynsky (cai quản 1690–1707). Mazepa quyên góp đất đai, tiền bạc và toàn bộ các ngôi làng cho Nhà thờ. Ông cũng tài trợ cho việc xây dựng nhiều nhà thờ ở Kyiv, bao gồm Nhà thờ Hiển linh và nhà thờ chính tòa Tu viện Mái vòm vàng Thánh Mikhail và phục hồi các nhà thờ cổ hơn như Nhà thờ chính tòa Thánh Sophia tại Kyiv vốn đã xuống cấp gần như đổ nát vào giữa thế kỷ 17, theo phong cách được gọi là Baroque Ukraina.

## Xã hội
Cấu trúc xã hội của quốc gia hetman bao gồm năm nhóm: quý tộc, người Cossack, tăng lữ, thị dân và nông dân.

### Quý tộc
Tương tự như tại Ba Lan, giới quý tộc tiếp tục là tầng lớp xã hội thống trị trong quốc gia hetman, nhưng thành phần và nguồn gốc của tính hợp pháp trong xã hội mới đã thay đổi hoàn toàn. Trong Khởi nghĩa Khmelnytsky, các quý tộc Ba Lan và các đại quý tộc Ruthenia bị Ba Lan hóa đã chạy trốn khỏi lãnh thổ của quốc gia hetman. Do đó, đẳng cấp quý tộc giờ đây sẽ bao gồm sự hợp nhất giữa giới quý tộc ở lại lãnh thổ của quốc gia hetman (những gia đình quý tộc cũ không khuất phục trước quá trình Ba Lan hóa và những quý tộc thấp hơn đã tham gia cuộc khởi nghĩa về phía Cossack chống lại Ba Lan) cùng với các thành viên của tầng lớp sĩ quan Cossack mới nổi. Không giống như các quý tộc Ba Lan sẽ bị tái phân chia đất đai, các quý tộc trung thành với quốc gia hetman vẫn giữ các đặc quyền, đất đai của họ và các phục dịch của nông dân. Các quý tộc cũ và các sĩ quan Cossack mới cùng nhau được biết đến với cái tên Các đồng chí quân sự vang danh (Znachni Viiskovi Tovaryshi). Do đó, bản chất của địa vị quý tộc bị thay đổi về cơ bản. Điều này không còn phụ thuộc vào kế tập cổ xưa, mà thay vào đó là lòng trung thành với quốc gia hetman. Tuy nhiên, theo thời gian đất đai và đặc quyền của sĩ quan Cossack cũng trở thành kế tập, và tầng lớp sĩ quan và quý tộc Cossack có được những điền trang khổng lồ tương đương với đất đai của các đại quý tộc Ba Lan mà họ đã thay thế và đấu tranh.

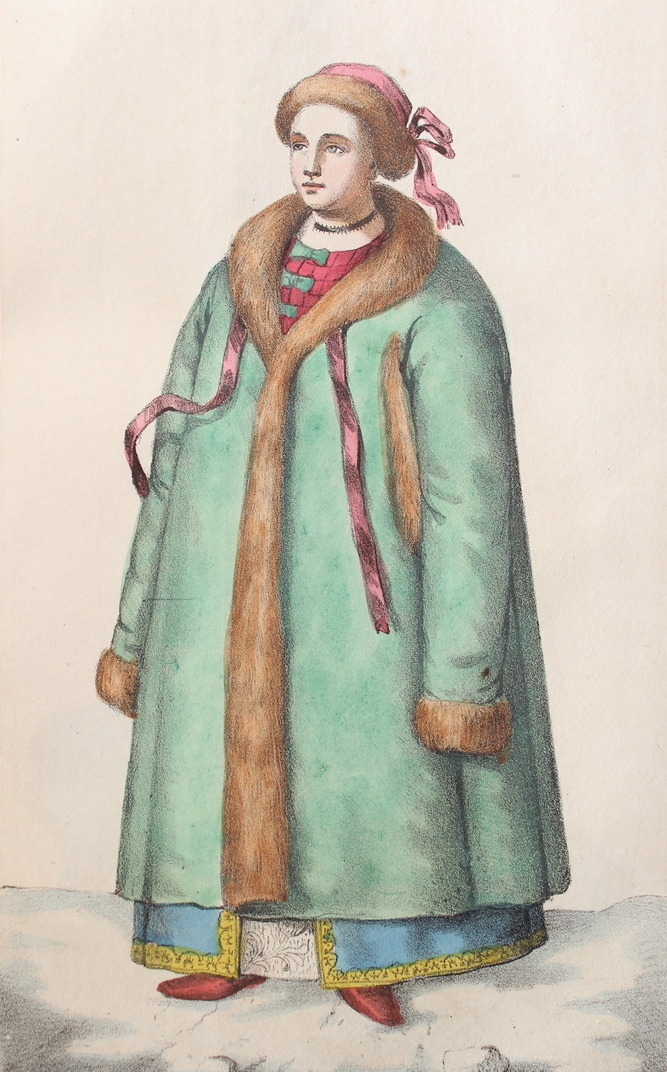
Thiếu nữ quý tộc
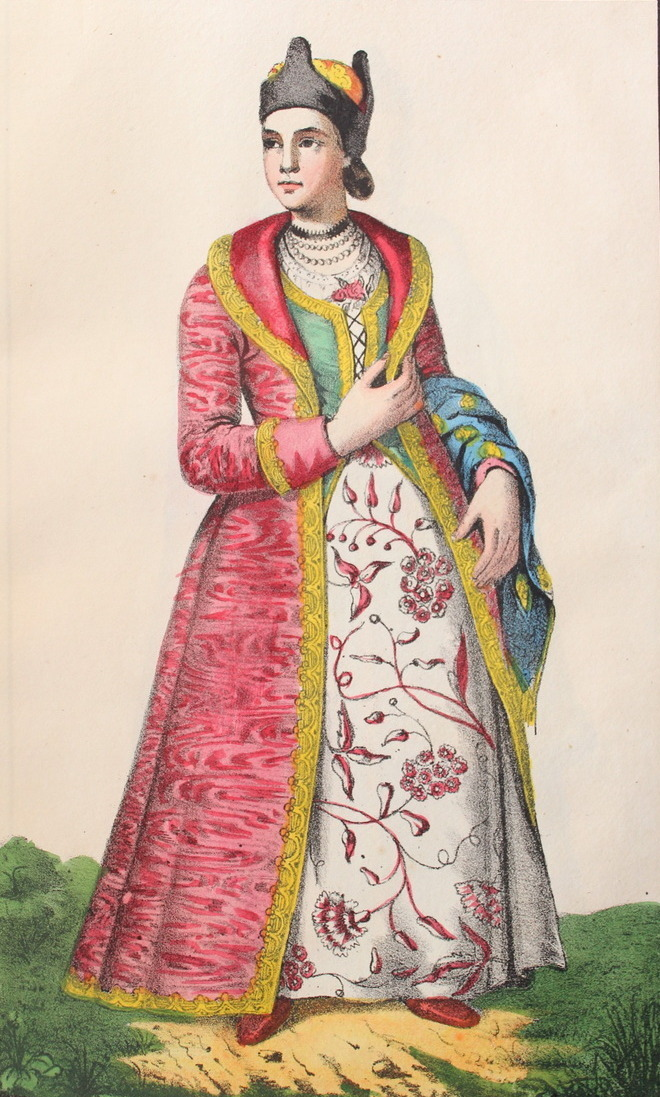
Quý bà quý tộc
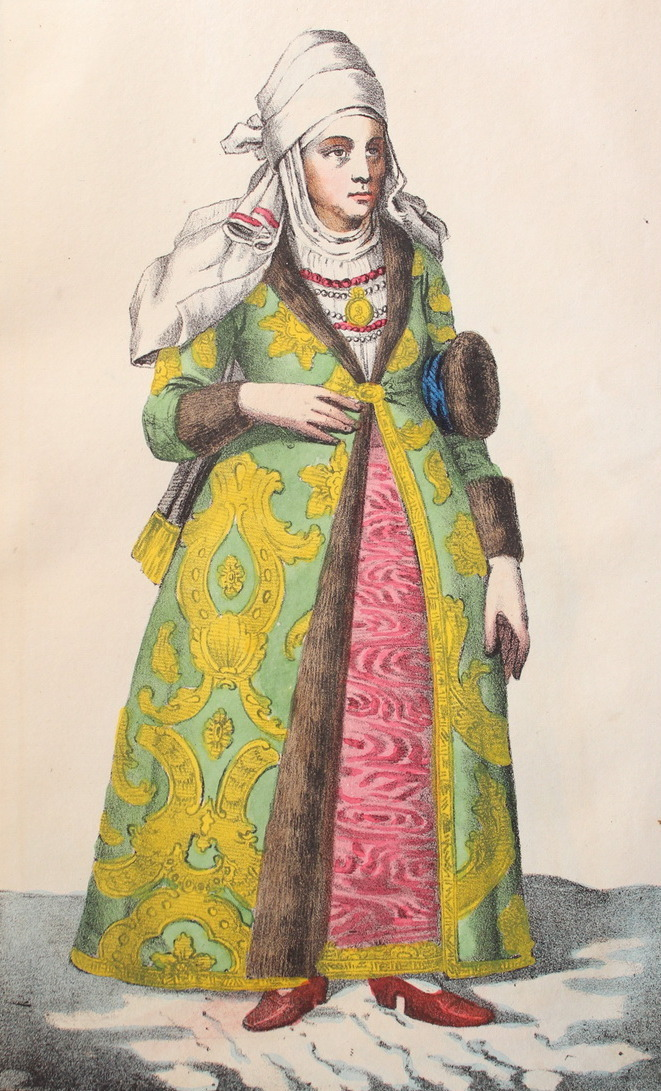
Quý bà quý tộc
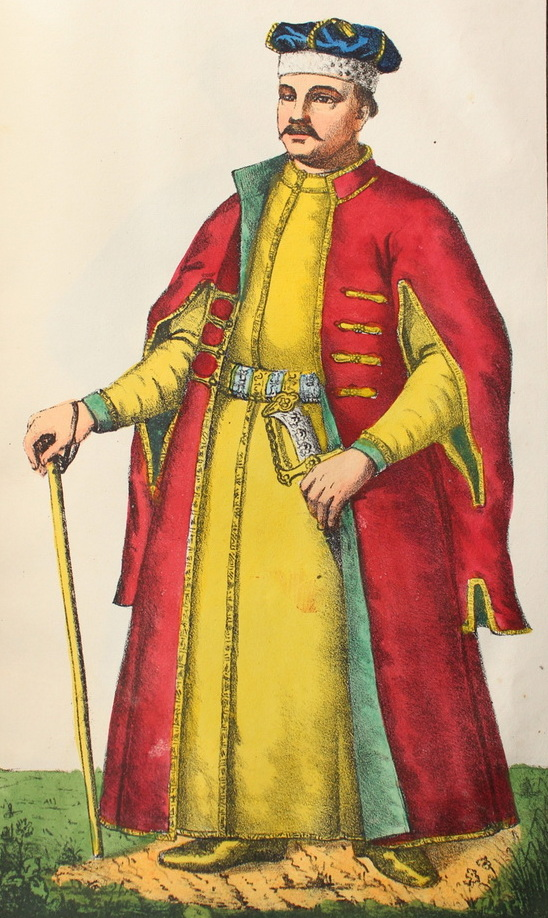
Nam giới quý tộc

### Người Cossack
Hầu hết người Cossack không có được địa vị cao quý và tiếp tục vai trò là những người lính tự do. Những người Cossack cấp thấp thường phẫn nộ với những người anh em giàu có hơn của họ và thường tiến hành các cuộc nổi loạn, đặc biệt là trong thời kỳ Suy sụp, thời kỳ bất ổn và nội chiến trong thế kỷ 17. Những sự phẫn nộ này thường xuyên bị Nga khai thác. Sich Zaporizhia từng là nơi ẩn náu cho những người Cossack chạy trốn khỏi quốc gia hetman giống như trước Khởi nghĩa Khmelnytsky.

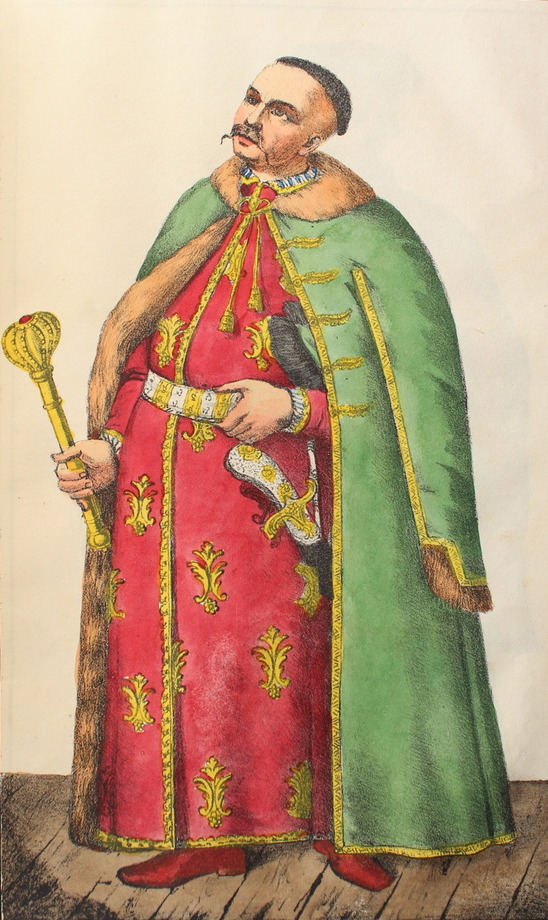
Thượng tá Cossack
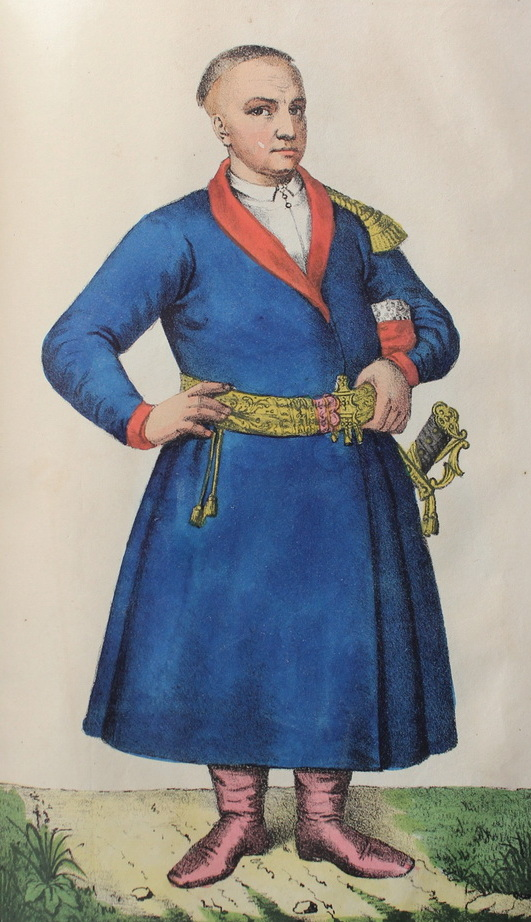
Đại úy Cossack
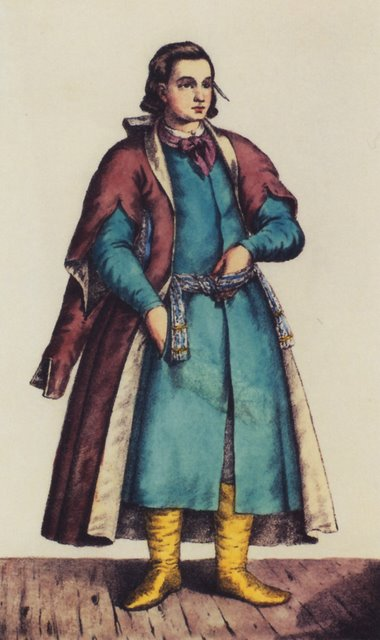
Thư ký Cossack
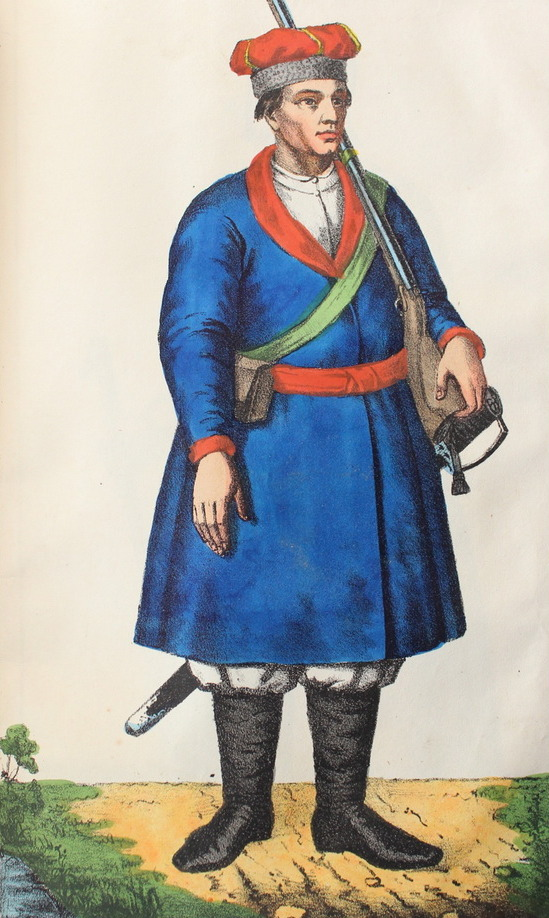
Binh nhì Cossack

### Tăng lữ
Thời kỳ Quốc gia hetman, các giáo sĩ Giáo hội Công giáo La Mã và Thống nhất đã bị đuổi khỏi Ukraina. Các giáo sĩ Chính thống giáo " đen", hay tu sĩ, được hưởng địa vị rất cao trong quốc gia hetman, kiểm soát 17% đất đai toàn quốc. Các tu viện được miễn thuế và người nông dân bị ràng buộc với tu viện không được phép từ bỏ nghĩa vụ của họ. Hệ thống thứ bậc Chính thống giáo trở nên giàu có và quyền lực giống như những quý tộc quyền lực nhất. Các giáo sĩ Chính thống giáo "trắng", hay đã kết hôn, cũng được miễn nộp thuế. Con trai của các linh mục thường gia nhập giới tăng lữ hoặc dịch vụ dân sự Cossack. Không có gì lạ khi quý tộc hoặc người Cossack trở thành linh mục và ngược lại.

### Thị dân
12 thành phố trong Quốc gia hetman được hưởng các quyền lợi Magdeburg, trong đó họ tự quản và kiểm soát tòa án, tài chính và thuế của riêng mình. Những thị dân giàu có có thể giữ chức vụ trong Quốc gia hetman hoặc thậm chí mua tước hiệu quý tộc. Bởi vì các thị trấn nói chung là nhỏ (các đô thị lớn nhất là Kyiv và Nizhyn có không quá 15.000 cư dân), nhóm xã hội này không quá quan trọng so với các nhóm xã hội khác.

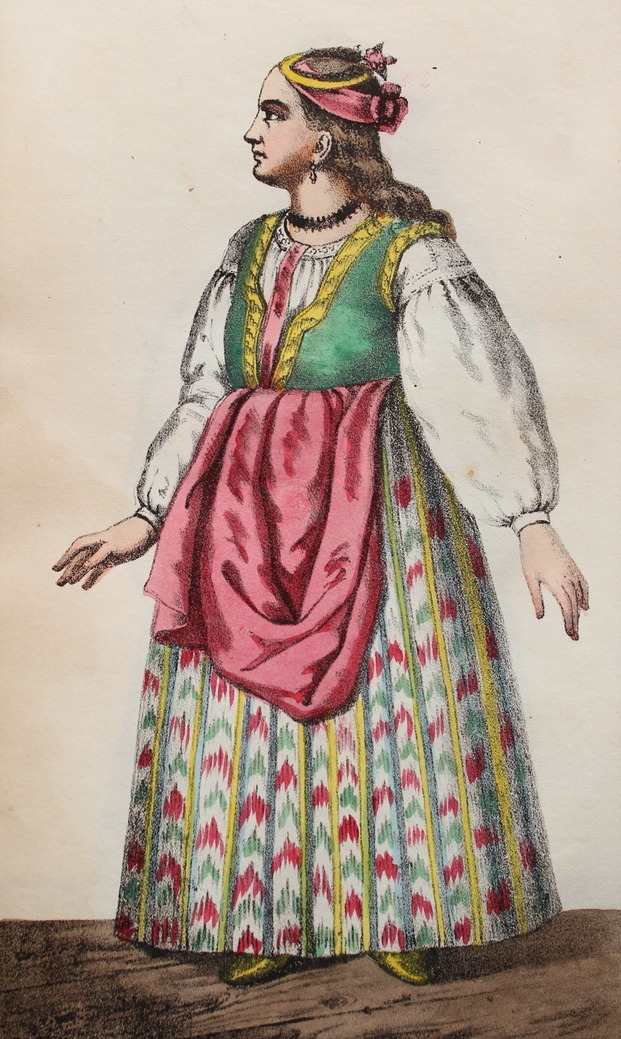
Thiếu nữ thành thị
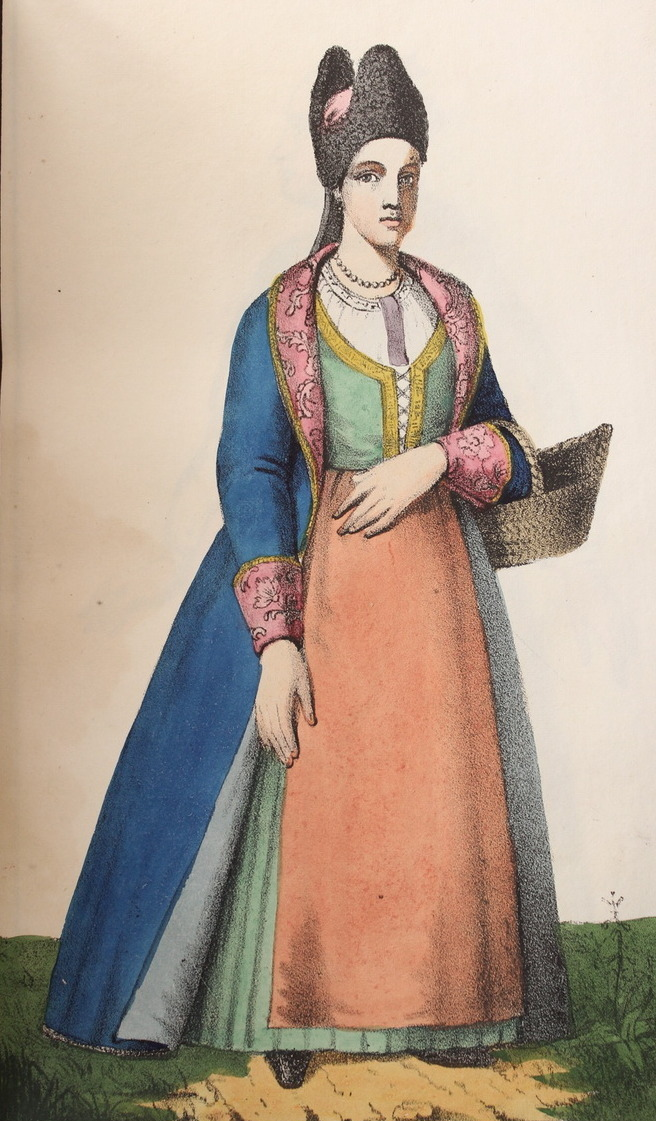
Phụ nữ thành thị
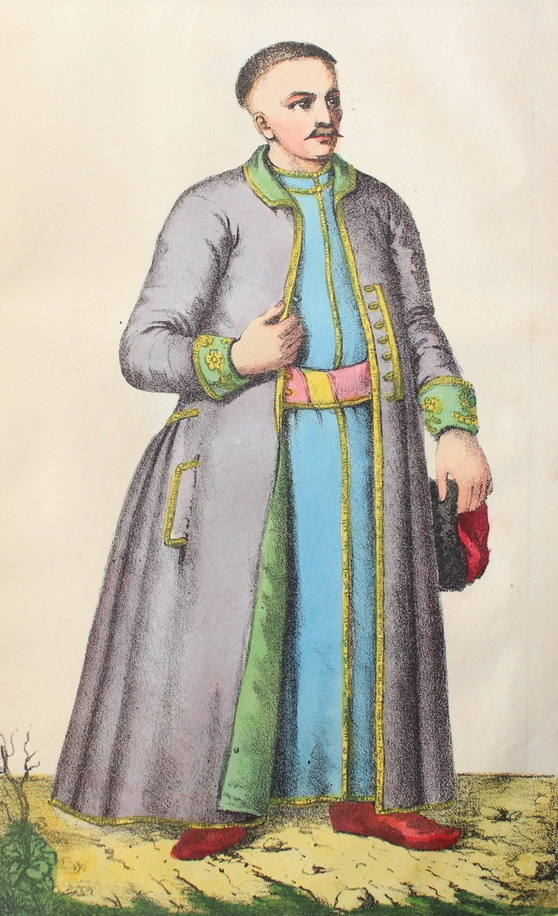
Nam giới đô thị

### Nông dân
Nông dân chiếm phần lớn dân số của Quốc gia hetman. Thể chế nông dân phải lao động cưỡng bức bị suy giảm đáng kể sau Khởi nghĩa Khmelnytsky, khi đó các địa chủ và đại quý tộc Ba Lan bị trục xuất khỏi lãnh thổ do Hetman kiểm soát. Tuy nhiên, những quý tộc trung thành với Hetman cũng như Giáo hội Chính thống giáo mong muốn những người nông dân dưới quyền kiểm soát của họ tiếp tục phục vụ. Do đó, kết quả của cuộc khởi nghĩa là khoảng 50% lãnh thổ bao gồm ruộng đất được trao cho các sĩ quan Cossack hoặc các làng tự quản tự do do nông dân kiểm soát, 33% đất đai thuộc sở hữu của các sĩ quan và quý tộc Cossack, và 17% của đất đai thuộc sở hữu của Giáo hội. Cùng với thời gian, số lượng lãnh thổ thuộc sở hữu của giới quý tộc và sĩ quan dần dần tăng lên, đi kèm với suy giảm lượng đất đai thuộc sở hữu của nông dân và người Cossack bình thường, và nông dân buộc phải làm việc ngày càng nhiều ngày hơn cho địa chủ của họ. Tuy nhiên, nghĩa vụ của họ vẫn nhẹ hơn so với trước cuộc khởi nghĩa; và cho đến khi kết thúc Quốc gia hetman, nông dân chưa bao giờ được hoàn toàn giải phóng hay giữ quyền di chuyển.

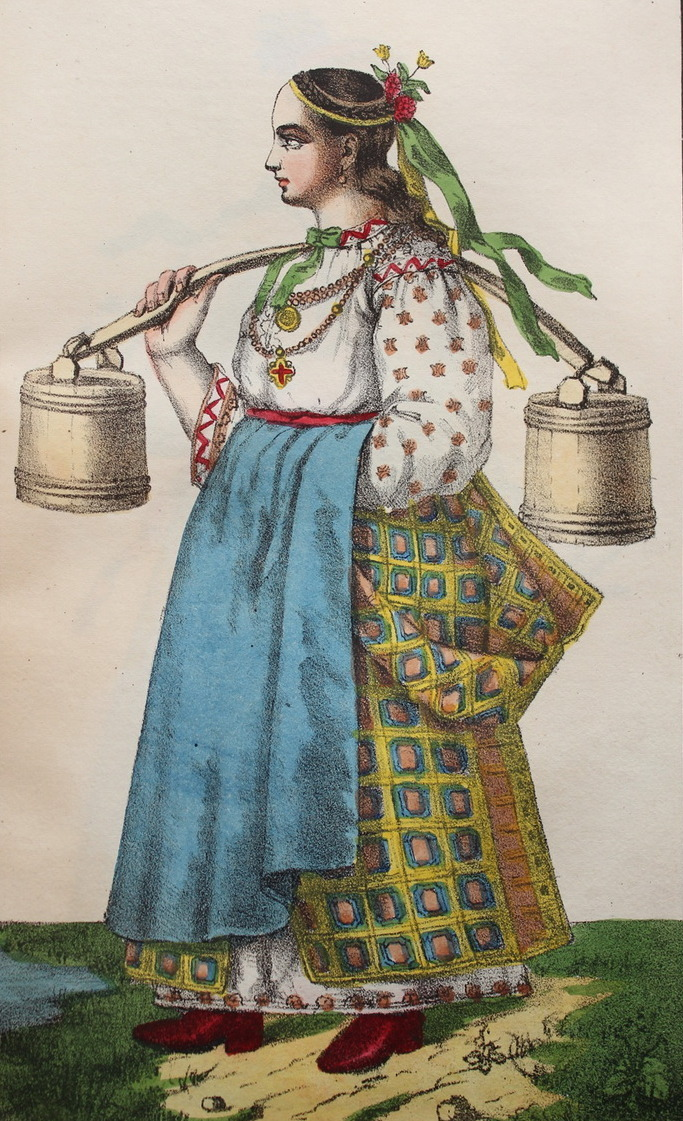
Thiếu nữ nông dân
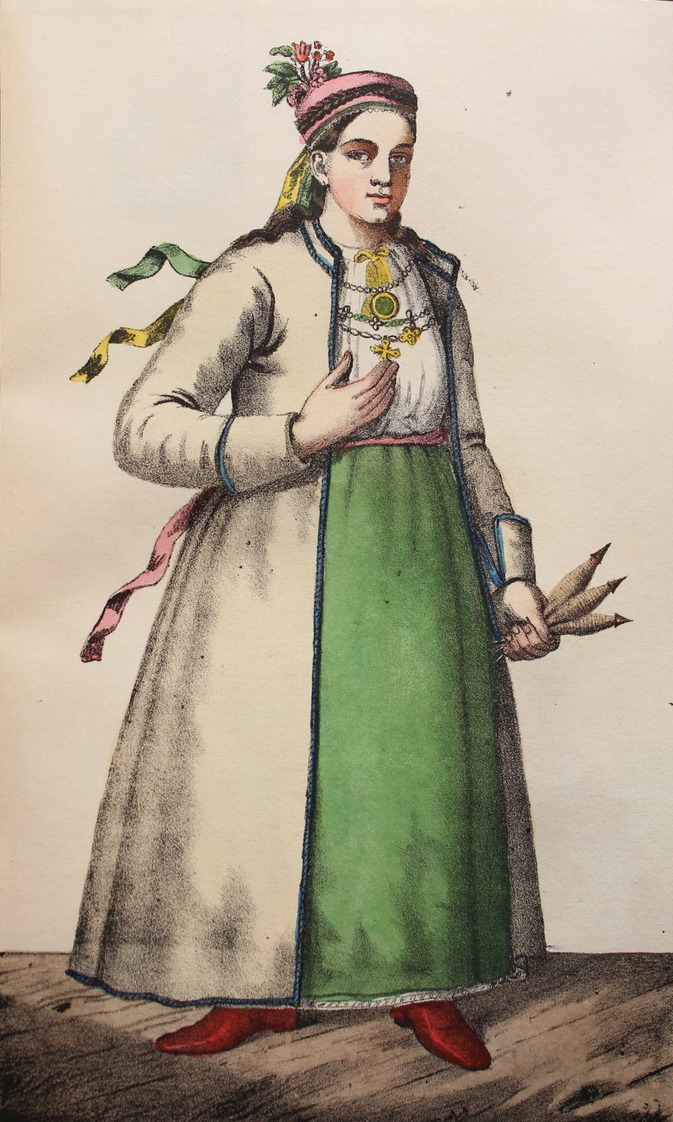
Thiếu nữ nông dân
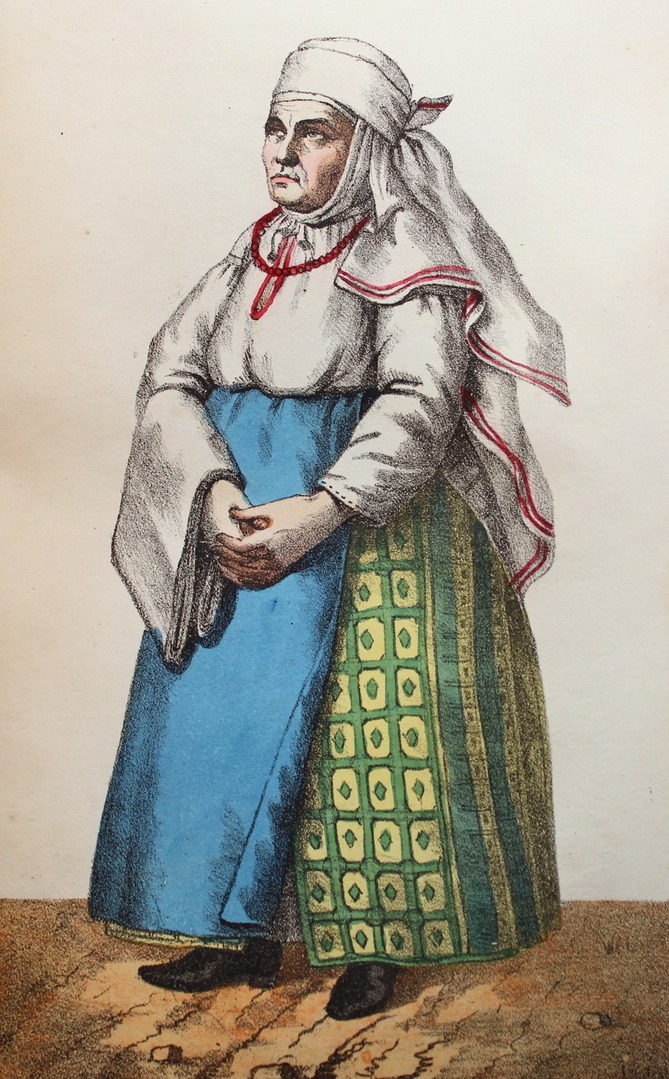
Phụ nữ nông dân
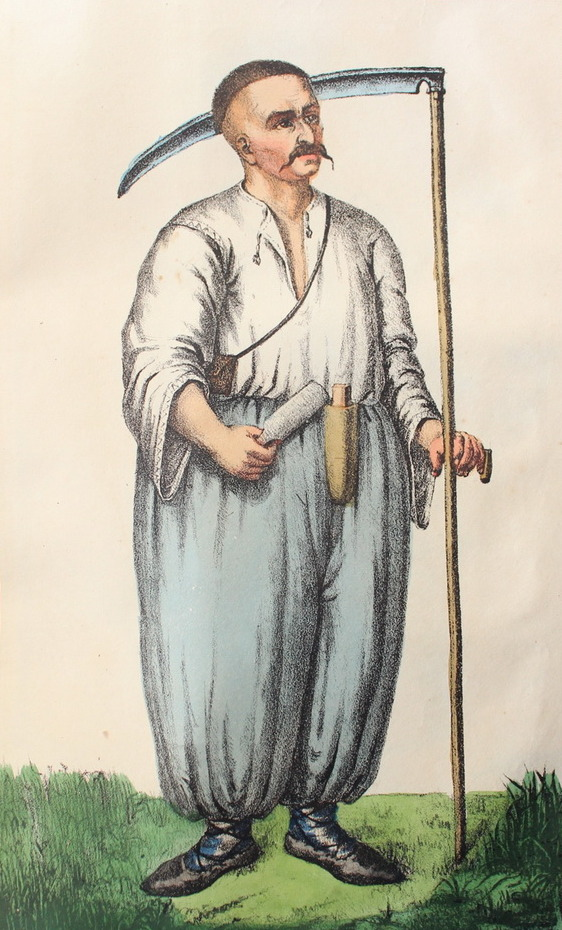
Nam giới nông dân

## Hành chính
Quốc gia hetman được chia thành các khu hành chính quân sự được gọi là các khu trung đoàn (polky) có số lượng dao động theo quy mô lãnh thổ của Quốc gia hetman. Năm 1649, khi Quốc gia hetman kiểm soát cả hữu ngạn và tả ngạn, họ bao gồm 16 khu như vậy. Sau khi mất Ukraina hữu ngạn, con số này giảm xuống còn mười. Các khu trung đoàn được chia thành các đại đội (sotnia), được quản lý bởi các đại úy (sotnyk). Các đại đội được đặt tên theo nguồn gốc của họ hoặc thủ lĩnh của họ, và rất đa dạng về số lượng và có thể lên đến 16.
Được biết, người đầu tiên giới thiệu đơn vị trung đoàn là Thân vương Ostafii Ruzhynsky vào năm 1515. Ban đầu thành lập 20 trung đoàn, mỗi đơn vị bao gồm 2.000 người Cossack, nhưng đã bị Quốc vương Ba Lan Stephen Báthory giảm xuống còn 10 vào năm 1576.

### Danh sách trung đoàn
| Trung đoàn              | Huy hiệu | Năm hình thành | Kết cục                          | Cơ cấu khác | Ghi chú                |
| ----------------------- | -------- | -------------- | -------------------------------- | ----------- | ---------------------- |
| Trung đoàn Chyhyryn     |          | 1625-1678      |                                  | 1704-1712   |                        |
| Trung đoàn Cherkasy     |          | 1625-1686      | sáp nhập với Pereiaslav          |             |                        |
| Trung đoàn Korsun       |          | 1625-1712      |                                  |             |                        |
| Trung đoàn Bila Tserkva |          | 1625-1712      |                                  |             |                        |
| Trung đoàn Kaniv        |          | 1625-1712      |                                  |             |                        |
| Trung đoàn Pereiaslav   |          | 1625-1782      |                                  |             |                        |
| Trung đoàn Kyiv         |          | 1625-1782      |                                  |             |                        |
| Trung đoàn Myrhorod     |          | 1625-1782      |                                  |             |                        |
| Trung đoàn Ovruch       |          | 1648-????      |                                  |             |                        |
| Trung đoàn Irkliiv      |          | 1648-1648      | sáp nhập với Kropyvna            | 1658-1659   |                        |
| Trung đoàn Sosnytsia    |          | 1648-1648      | sáp nhập với Chernihiv           | 1663-1668   | sáp nhập với Chernihiv |
| Trung đoàn Chornobyl    |          | 1648-1649      |                                  | 1651-1651   |                        |
| Trung đoàn Borzna       |          | 1648-1649      | sáp nhập với Chernihiv           | 1654-1655   | sáp nhập với Nizhyn    |
| Trung đoàn Zhyvotiv     |          | 1648-1649      | sáp nhập với Vinnytsia           |             |                        |
| Trung đoàn Ichnya       |          | 1648-1649      | sáp nhập với Pryluky             |             |                        |
| Trung đoàn Hadiach      |          | 1648-1649      | sáp nhập với Poltava             |             |                        |
| Trung đoàn Zviahel      |          | 1648-1649      |                                  |             |                        |
| Trung đoàn Ostropil     |          | 1648-1649      |                                  | 1657-1658   |                        |
| Trung đoàn Podillia     |          | 1648-1649      |                                  | 1657-1676   |                        |
| Trung đoàn Liubartiv    |          | 1648-1649      |                                  |             |                        |
| Trung đoàn Lysianka     |          | 1648-1657      | chia cho những người khác        |             |                        |
| Trung đoàn Bratslav     |          | 1648-1667      | sáp nhập với Vinnytsia           | 1685-1712   |                        |
| Trung đoàn Vinnytsia    |          | 1648-1667      | (Kalnyk) sáp nhập với Chechelnyk |             |                        |
| Trung đoàn Uman         |          | 1648-1675      |                                  |             |                        |
| Trung đoàn Pavoloch     |          | 1648-1675      |                                  |             |                        |
| Trung đoàn Poltava      |          | 1648-1675      |                                  |             |                        |
| Trung đoàn Lubny        |          | 1648-1781      |                                  |             |                        |
| Trung đoàn Nizhyn       |          | 1648-1782      |                                  |             |                        |
| Trung đoàn Pryluky      |          | 1648-1782      |                                  |             |                        |
| Trung đoàn Chernihiv    |          | 1648-1782      |                                  |             |                        |
| Trung đoàn Kropyvna     |          | 1649-1658      | chia rẽ Lubny/Pereiaslav         |             |                        |
| Trung đoàn Chechelnyk   |          | 1650-1673      |                                  |             |                        |
| Trung đoàn Novhorod     |          | 1653-1654      | sáp nhập với Nizhyn              | 1668-1668   | sáp nhập với Starodub  |
| Trung đoàn Belarus      |          | 1654-1659      |                                  |             |                        |
| Trung đoàn Pinsk-Turiv  |          | 1654-1659      |                                  |             |                        |
| Trung đoàn Starodub     |          | 1654-1782      |                                  |             |                        |
| Trung đoàn Kremenchuk   |          | 1661-1666      |                                  |             |                        |
| Trung đoàn Hlukhiv      |          | 1663-1665      | sáp nhập với Nizhyn              |             |                        |
| Trung đoàn Zinkiv       |          | 1671-1782      | đổi tên thành Hadiach            |             |                        |
| Trung đoàn Fastiv       |          | 1684-1712      | sáp nhập với Bila Tserkva        |             |                        |
| Trung đoàn Bohuslav     |          | 1685-1712      |                                  |             |                        |

Các khu trung đoàn đầu tiên được xác nhận theo Hiệp định Kurukove năm 1625, trong đó có Trung đoàn Bila Tserkva, Trung đoàn Kaniv, Trung đoàn Korsun, Trung đoàn Kyiv , Trung đoàn Pereyaslav, Trung đoàn Cherkasy. Tất cả chúng đều nằm trong tỉnh Kyiv của Ba Lan. Theo Hiệp định Zboriv, có 23 trung đoàn. Năm 1667, việc ký kết Hiệp định đình chiến Andrusovo giữa nước Nga Sa hoàng và Thịnh vượng chung Ba Lan-Litva đã bảo đảm 10 trung đoàn của Ukraina tả ngạn cho Nga, bao gồm Kyiv, trong khi sáu trung đoàn của Ukraina hữu ngạn là một phần của Thịnh vượng chung Ba Lan-Litva.
Thủ đô là thành phố Chyhyryn. Sau Hiệp định Andrusovo, vào năm 1669, thủ đô được chuyển đến Baturyn, còn Chyhyryn trở thành một phần của Thịnh vượng chung Ba Lan-Litva (nằm tại Ukraina hữu ngạn). Sau thảm kịch Baturyn năm 1708 do quân đội Nga của Aleksandr Menshikov tiến hành, khu vực này được sáp nhập vào tỉnh Kyiv, thành phố Hlukhiv trên danh nghĩa là nơi ở của Hetman.
Trong Quốc gia hetman, tiếng Ba Lan thường được sử dụng làm ngôn ngữ hành chính và thậm chí là mệnh lệnh.
Vào năm 1764-65, cả Quốc gia hetman Cossack và Sloboda Ukraina đều bị thanh lý và chuyển thành tỉnh Malorossiya (Tiểu Nga) và tỉnh Sloboda Ukraina. Trên lãnh thổ của Sich Zaporizhia được thành lập tỉnh Novorossiya (Tân Nga). Chức vụ tổng đốc của tất cả các lãnh thổ Ukraina trao cho Pyotr Rumyantsev-Zadunaisky.

## Chính phủ

### Lãnh đạo

Ukraina, 1740-50

Quyền lực tối cao của nhà nước thuộc về Hội đồng (Quân sự) toàn thể Cossack, trong khi văn phòng nguyên thủ quốc gia do Hetman chủ trì. Ngoài ra, còn có một cơ quan cố vấn quan trọng là Hội đồng các sĩ quan (Starshyna). Hetman ban đầu được chọn bởi Hội đồng toàn thể, bao gồm tất cả người Cossack, thị dân, tăng lữ và thậm chí cả nông dân. Tuy nhiên, vào cuối thế kỷ 17, vai trò của nó trở nên mang tính nghi lễ hơn khi hetman được Hội đồng các sĩ quan lựa chọn, và bản thân Quốc gia hetman chuyển thành một nhà nước độc tài. Sau Trận Poltava năm 1709, hetman được đề cử sẽ phải được sa hoàng xác nhận. Hetman cai trị cho đến khi ông chết hoặc bị Hội đồng toàn thể Cossack bãi nhiệm. Văn phòng của hetman có toàn quyền đối với chính quyền, tư pháp, tài chính và quân đội. Nội các của ông hoạt động đồng thời là bộ tham mưu và nội các gồm các bộ trưởng. Hetman cũng có quyền thực hiện chính sách đối ngoại, mặc dù quyền này ngày càng bị Nga hạn chế vào thế kỷ 18.
Mỗi khu trung đoàn tạo nên Quốc gia hetman do một trung tá quản lý, người này có vai trò kép là quản lý quân sự và dân sự tối cao trên lãnh thổ của mình. Họ ban đầu được bầu bởi những người Cossack của khu trung đoàn đó, đến thế kỷ 18 thì các trung tá được Hetman bổ nhiệm. Sau năm 1709, các trung tá thường xuyên do triều đình Moskva lựa chọn. Các thuộc cấp của trung tá bao gồm một tư lệnh thứ hai, thẩm phán, đại pháp quan, phó quan và thủ cờ.
Trong suốt thế kỷ 18, quyền tự trị địa phương dần dần bị xói mòn trong Quốc gia hetman. Sau thảm kịch Baturyn, quyền tự trị bị bãi bỏ, sáp nhập nó vào tỉnh Kyiv. Sau Trận Poltava, các hetman do Hội đồng sĩ quan bầu chọn sẽ được sa hoàng xác nhận. Họ phục vụ nhiều hơn với tư cách là nhà quản lý quân sự và có ít ảnh hưởng đối với các chính sách đối nội. Sa hoàng cũng thường xuyên bổ nhiệm các trung tá của từng khu trung đoàn.

### Viện Tiểu Nga thứ nhất

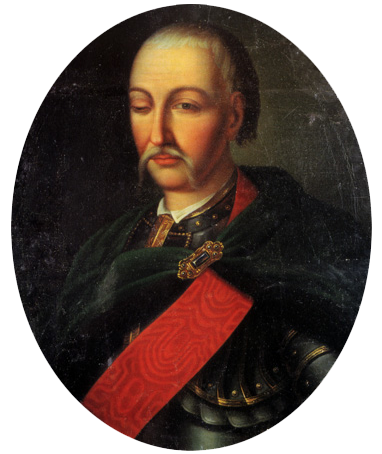
Hetman Danylo Apostol, cai trị từ 1727 đến 1734.

Năm 1722, nhánh chính phủ Nga chịu trách nhiệm về Quốc gia hetman được đổi từ Viện Ngoại vụ sang cho Thượng viện đế quốc. Cùng năm đó, quyền lực của hetman bị suy yếu do việc thành lập Viện Tiểu Nga. Cơ quan này được bổ nhiệm tại Moskva và bao gồm sáu sĩ quan quân đội Nga đóng tại Quốc gia hetman, hoạt động như một chính phủ song song. Nhiệm vụ của nó bề ngoài là bảo vệ quyền lợi của nông dân Cossack bình thường chống lại sự đàn áp dưới tay các sĩ quan Cossack. Chủ tịch của Viện là Chuẩn tướng Stepan Veliaminov. Khi người Cossack phản ứng bằng cách bầu chọn Hetman Pavlo Polubotok nhằm phản đối những cải cách này, ông này bị bắt và chết trong tù mà không được sa hoàng xác nhận. Sau đó, Viện Tiểu Nga cai trị Quốc gia hetman cho đến năm 1727, khi nó bị bãi bỏ và một Hetman mới là Danylo Apostol được bầu ra.
Một bộ luật bao gồm 28 điều đã được thông qua vào năm 1659, quy định mối quan hệ giữa Quốc gia hetman và Nga. Nó tiếp tục có hiệu lực cho đến khi Quốc gia hetman giải thể. Với việc bầu chọn Hetman mới, bộ "Các điều khoản Pereyaslav" mới đã được ký bởi Danylo Apostol. Văn kiện mới được gọi là Pháp lệnh thẩm quyền 28, quy định rằng:
- Quốc gia hetman sẽ không tiến hành các mối quan hệ đối ngoại của riêng mình, nhưng nó có thể giải quyết trực tiếp với Ba Lan, Hãn quốc Krym và Đế quốc Ottoman về các vấn đề biên giới miễn là các thỏa thuận này không mâu thuẫn với các hiệp định của Nga.
- Quốc gia hetman tiếp tục kiểm soát mười trung đoàn, nhưng nó chỉ giới hạn ở ba trung đoàn lính đánh thuê.
- Trong chiến tranh, người Cossack được yêu cầu phục vụ dưới quyền sĩ quan chỉ huy thường trú của Nga.
- Một tòa án được thành lập bao gồm ba người Cossack và ba người được chính phủ chỉ định.
- Người Nga và các địa chủ khác không phải là người địa phương được phép ở lại Quốc gia hetman, nhưng không thể đem đến nông dân mới từ phía bắc vào.[38]

### Viện Tiểu Nga thứ hai
Năm 1764, văn phòng Hetman bị Yekaterina II bãi bỏ, và quyền hạn của nó được thay thế bằng Viện Tiểu Nga thứ hai được chuyển đổi từ Prikaz Tiểu Nga (Văn phòng sự vụ Ukraina) trực thuộc Văn phòng Đại sứ của Sa hoàng Nga. Viện bao gồm bốn người do Nga bổ nhiệm và bốn đại biểu của Cossack do chủ tịch là Pyotr Rumyantsev đứng đầu, người này đã tiến hành loại bỏ một cách thận trọng nhưng kiên quyết các dấu tích của quyền tự trị địa phương. Năm 1781, hệ thống trung đoàn bị loại bỏ và Viện Tiểu Nga bị bãi bỏ. Hai năm sau, quyền tự do di chuyển của nông dân bị hạn chế và quá trình nông nô hóa được hoàn thành. Những người lính Cossack được hợp nhất vào quân đội Nga, trong khi các sĩ quan Cossack được cấp vị thế quý tộc Nga. Theo như thông lệ trước đây ở những nơi khác trong Đế quốc Nga, đất đai bị tịch thu từ Nhà thờ (trong thời kỳ của Quốc gia hetman, chỉ riêng các tu viện đã kiểm soát 17% đất đai của khu vực) và được phân bổ cho giới quý tộc. Lãnh thổ của Quốc gia hetman được tổ chức lại thành ba tỉnh của Nga (guberniya) có chính quyền không khác biệt với bất kỳ tỉnh nào khác trong Đế quốc Nga.

### Quan hệ ngoại giao

#### Thời kỳ Bohdan Khmelnytsky
Bohdan Khmelnytsky theo đuổi chính sách đối ngoại đa phương cho nhà nước Cossack Ukraina mới thành lập.  "Hetman và các đồng sự của ông bắt đầu nghĩ đến việc thành lập một nhà nước Cossack hoặc Ukraina, độc lập hoặc liên minh với một số nhà nước khác." Một hệ thống chống lại Ba Lan, là nước đang tiến hành chiến tranh chống lại Quốc gia hetman, là một "khối chống Công giáo gồm các quốc gia Chính thống giáo và Tin lành" bao gồm Nga, Moldavia, Wallachia, Transylvania và Thụy Điển. Một lựa chọn khác là hợp nhất Quốc gia hetman Cossack vào Thịnh vượng chung Ba Lan-Litva với tư cách là một đối tác bình đẳng với Đại công quốc Litva và với Ba Lan. Một hệ thống khác sẽ đưa Ukraina vào quỹ đạo của Ottoman, tương tự như Wallachia, Transylvania, Moldavia và Hãn quốc Krym. Cuối cùng, Khmelnytsky đã phát triển một khả năng khác, theo đó có thể liên quan đến việc khiến cho Thịnh vượng chung Ba Lan-Litva chống lại Nga và người Cossack Don, hoặc một cách khác là để Ba Lan tham gia với Venezia trong cuộc chiến chống lại Ottoman.
Trong những ngày đầu của cuộc khởi nghĩa, Khmelnytsky tìm kiếm được hỗ trợ quân sự của Hãn quốc Krym, nó đóng vai trò quan trọng trong việc chống lại quân Ba Lan. Tuy nhiên, người Tatar Krym tỏ ra là một đồng minh không đáng tin cậy, do hành động của họ đã ngăn cản chiến thắng của người Cossack trong các trận chiến có khả năng quyết định. Hãn quốc này có lợi ích là giữ cho cuộc khởi nghĩa của người Cossack tồn tại để Ba Lan bị suy yếu, nhưng một nhà nước Ukraina đối địch mạnh mẽ cũng không có lợi cho Hãn quốc.
Ngay từ đầu cuộc khởi nghĩa, Khmelnytsky cũng thỉnh cầu đến Nga, nhưng nước này từ chối viện trợ quân sự cho Khmelnytsky trong gần sáu năm. Từ mùa thu năm 1648 đến mùa xuân năm 1651, Khmelnytsky thường xuyên trao đổi thư từ với người Ottoman, thế lực này đưa ra những hứa hẹn mơ hồ về viện trợ quân sự cho Khmelnytsky. Hetman liên tục yêu cầu sultan để ông làm thần dân của sultan, nhưng Ottoman chưa bao giờ thừa nhận như vậy một cách rõ ràng. Sultan nói rằng "nếu hetman vẫn trung thành", và 'ahdname, sẽ được ban cho, nghĩa là sultan sẽ đảm bảo hòa bình và bảo hộ. Tuy nhiên, đến năm 1653, Khmelnytsky thấy rõ rằng không có 'ahdname nào sẽ được ban cho. Khmelnytsky đưa những bức thư sultan gửi cho mình đến cho sa hoàng để hăm dọa người này chấp nhận đưa hetman vào quyền tôn chủ của Nga. Thỏa thuận Pereyaslav được ký vào tháng 3 năm 1654, là một thỏa thuận nhằm sáp nhập Ukraina với tư cách là một công quốc tự trị dưới quyền bảo hộ của Nga, và dẫn đến chiến tranh giữa Ba Lan và Nga. Bất chấp hiệp định này, Khmelnystky tiếp tục trao đổi thư từ với Ottoman để khiến người Nga và người Ottoman chống lại nhau. Anh ấy nói với mỗi bên rằng mình đã liên minh với bên kia chỉ vì lý do chiến thuật.

#### Thời kỳ Vyhovsky và Doroshenko
Sau khi Bohdan Khmelnytsky qua đời vào năm 1657, Ukraina trở nên bất ổn hơn, dẫn đến xung đột giữa các phe Cossack thân Ba Lan và thân Nga. Năm 1658, hetman Ivan Vyhovsky đàm phán Liên minh Hadiach, liên minh này dự kiến thành lập một Thịnh vượng chung gồm ba phần, kết hợp Quốc gia hetman Cossack với tư cách là "Đại công quốc Ruthenia" ngang hàng với các thành viên hiện tại: Vương quốc Ba Lan và Đại công quốc Litva. Tuy nhiên, do Vyhovsky mất quyền lực nên điều này không thành hiện thực, trong khi xung đột vẫn tiếp diễn trong nhà nước Cossack. Đến năm 1660, nhà nước về cơ bản bị chia cắt dọc theo sông Dnepr, với phía tây do Ba Lan kiểm soát và phía đông do Nga kiểm soát. Năm 1663, người Cossack nổi dậy chống lại Thịnh vượng chung và với sự giúp đỡ của người Tatar Krym vào năm 1665, Hetman Petro Doroshenko lên nắm quyền, với hy vọng đưa Ukraina ra khỏi sự kiểm soát của cả Nga và Ba Lan-Litva. Hai cường quốc đã hoàn toàn phớt lờ lợi ích của Quốc gia hetman và phân chia nó dọc theo Dnepr trong Hiệp định đình chiến Andrusovo. Năm 1666, Doroshenko bắt đầu lại việc trao đổi thư từ giữa người Cossack với người Ottoman.
Đế quốc Ottoman nhận định Hiệp định đình chiến Andrusovo là một mối đe dọa, và bắt đầu thực hiện một chính sách tích cực hơn trong khu vực. Vào ngày 8 tháng 6 năm 1668, Doroshenko trở thành hetman duy nhất của toàn bộ Ukraina và quay trở lại với ý tưởng đặt Ukraina dưới sự bảo hộ của Ottoman, vì biết rằng sẽ rất khó để tồn tại. Sau các cuộc đàm phán, cả hai bên đã đồng ý rằng 1.000 cấm vệ quân (janissary) sẽ không đóng quân ở Kodak và Ukraina sẽ không phải nộp bất kỳ khoản cống nạp nào. Doroshenko cũng soạn thảo 17 điều khoản trên cơ sở chấp nhận sự bảo hộ của Ottoman. Doroshenko phát ra một lá thư quy phục sultan vào ngày 24 tháng 12 năm 1668, được Sublime Porte xác nhận vào tháng 6 năm 1669. Khi Ba Lan-Litva cố gắng lật đổ Doroshenko và chiếm lấy Quốc gia hetman, người Ottoman tuyên chiến vào năm 1672 và hành quân về phía bắc vào Kamianets-Podilskyi, được người Cossack của Doroshenko và người Tatar Krym đứng về phía họ. Sau chiến tranh, người Ottoman đã ký một hiệp ước với Ba Lan-Litva, giao vùng Podolia cho Ottoman. Tiếp tục chiến đấu với Ba Lan-Litva dẫn đến việc người Ottoman phải nhượng lại tỉnh Podolia trong Hiệp định Karlowitz. Năm 1674, Nga xâm chiếm Quốc gia hetman và bao vây thủ đô Chyhyryn, khiến Ottoman và người Tatar Krym gửi quân của họ đến đối đầu với Nga. Người Nga rút lui trước khi bất kỳ cuộc đối đầu nào xảy ra, nhưng người Ottoman đã san bằng và cướp bóc các khu định cư ở Quốc gia hetman thân thiện với người Nga theo lời Darü'l-İslam. Doroshenko đầu hàng quân Nga 2 năm sau, vào năm 1676.
Mặc dù người Ottoman, người Ba Lan và người Nga đều có bằng chứng cho thấy Quốc gia hetman Cossack từng thề trung thành với nhiều bên đồng thời, "họ chọn cách giả bộ rằng họ không biết về bất kỳ lòng trung thành kép nào". Người Ottoman không củng cố chỗ đứng của họ tại Ukraina bằng một sự hiện diện quân sự mạnh mẽ, bởi vì một vùng đệm biên giới phù hợp với lợi ích của họ. về việc tên người Ottoman gọi Quốc gia hetman, dưới thời Khmelnytsky thì gọi là eyalet (tỉnh); dưới thời Doroshenko thì gọi là một sancak (kỳ) đến tháng 6 năm 1669. Người Ottoman gọi Quốc gia hetman Cossack là "quốc gia Ukraina" (Ukrayna memleketi). Sử gia Viktor Ostapchuk thảo luận về quan hệ Ukraina-Ottoman theo cách như sau:
Vậy Ukraina Cossack là một thực thể Ottoman ở mức độ nào trong thời kỳ này? Vì triều cống kiểu Hồi giáo (haraç) chưa bao giờ được áp đặt và hiếm khi được thảo luận, nên về mặt kỹ thuật chúng ta không thể gọi quốc gia hetman là một nước triều cống của Ottoman . Tất nhiên, đây là lý do tại sao chúng ta ưa thích thuật ngữ "chư hầu", tất nhiên không phải theo nghĩa nguyên bản thời trung cổ của phương Tây, mà theo nghĩa mối quan hệ giữa một quốc gia lệ thuộc và một quốc gia tôn chủ, một tình trạng theo đó có các nghĩa vụ chung—chủ yếu là không xâm lấn và sự bảo hộ của tôn chủ với nước lệ thuộc, để khi cần thiết đổi lấy việc nước lệ thuộc thực hiện nghĩa vụ về quân sự nhân danh tôn chủ, và có khả năng dâng cống nạp.